# Danh sách nhân vật trong Enen no Shouboutai
Sau đây là danh sách các nhân vật của loạt manga và anime Enen no Shouboutai.

## Thế giới

### Hoàng quốc Tokyo
Bản mẫu:Spoiler
Mặc dù được mệnh danh như là một "quốc gia" hay "đế chế", Hoàng quốc Tokyo (東京皇国/ とうきょうこうこく Tōkyō Kōkoku) vẫn mang quy mô như một thành phố công nghiệp kết hợp nhà nước cầm quyền, nơi đây được chia thành nhiều quận riêng biệt khác nhau và mỗi nơi đều được cai trị bằng một chế độ thần quyền. Khu vực này có nhiều ga tàu khác nhau để vận chuyển, bao gồm Ga Tabata (田端駅/ たばたえき Tabata-eki) và Ga Komagome (駒込駅/ こまごめえき Komagome-eki). Với mục tiêu chống lại "Hỏa nhân" (焰ビト (Diêm Nhân)/ はむらびと Homura Bito), "Lực lượng đặc biệt" (特殊消防隊/ とくしゅしょうぼうたい Tokushu Shōbōtai) đã được thành lập từ nhiều tổ chức lớn, phụ trách các vùng lãnh thổ khác nhau thuộc Hoàng quốc để thi hành các nhiệm vụ được giao phó. Ngoài ra thành phố cũng nổi tiếng với rất nhiều những đường ống và đường hầm lớn bị bỏ hoang hay bị hư hỏng nặng nề vốn đã được xây dựng từ thời kỳ tiền tận thế, nơi này được gọi là Netherworld (地下/ ネザー Nezā), chính vì nhiều nguyên nhân khác nhau, nó đã bị Thánh Dương Giáo Hội (聖陽教会 Seiyō Kyōkai) cấm vào nếu không có giấy phép hay một lý do xác đáng cụ thể.
Lịch sử chính xác của Hoàng quốc không rõ ràng, vì những ghi chép lịch sử mâu thuẫn với lời dạy của Thánh Dương Giáo Hội. Theo thông tin được tiết lộ trong mạch truyện, nhiều năm trước, "Đại thảm họa" (大災害/ だいさいがい Daisaigai) đã gây ra nhiều tai họa trên toàn thế giới khiến các lục địa bắt đầu tách rời nhau, một số nơi không thể sống được. Tokyo là nơi trú ẩn an toàn duy nhất vẫn còn giữ được nền văn minh xuyên suốt sự kiện tận thế, về sau cùng Đền thánh và Khu công nghiệp nặng Haijima (灰島重工/ ハイジマジユウコウ Haijima Jūkō) đã hợp tác xây dựng Lò phản ứng nhiệt vĩnh cửu "Amaterasu" (久遠式火力発電"天照" Kuonshiki Karyokuhatsuden "Amaterasu") với sự hỗ trợ của gia đình kĩ sư Joseph, đế chế đã có được một nguồn sức mạnh và sức sống dồi dào, cho phép nhiều người hơn đi đến đây và giúp ích rất lớn cho sự tăng trưởng công nghệ. Với loạt di cư này, các phong tục và truyền thống ở khu vực này dần dần thay đổi, chẳng hạn như việc đặt tên của một người trước họ trở nên phổ biến và để mọi người gọi nhau bằng tên riêng của họ. Tuy nhiên những công nghệ này sẽ không được tìm thấy ở Quận Asakusa (浅草/ アサクサ Asakusa Chiku), một khu vực giàu truyền thống Nhật Bản của đế quốc, nơi họ không sử dụng năng lượng của Lò phản ứng, vì họ không tin vào nó.
1. ↑  Dựa trên Ga Tabata, một địa danh có thật nằm ở đặc khu Kita, Tokyo, Nhật Bản.
2. ↑  Dựa trên Ga Komagome, một địa danh có thật nằm ở đặc khu Toshima, Tokyo, Nhật Bản.
3. ↑  Ông và bố của Vulcan Joseph (ヴァルカン・ジョゼフ Vuarukan Jōsefu?).
4. ↑  Xem thêm: Tên người Nhật Bản

## Lực lượng Phòng cháy Chữa cháy đặc biệt
Lực lượng Phòng cháy Chữa cháy đặc biệt (Nhật: 特殊消防隊/ とくしゅしょうぼうたい Hepburn: Tokushu Shōbōtai, tiếng Anh: The Special Fire Force), còn có biệt danh là "Những đường xanh dương" (青線/ あおせん Aosen) là một lực lượng cứu hỏa của Hoàng quốc Tokyo (東京皇国/ とうきょうこうこく Tōkyō Kōkoku), ban đầu được hình thành bằng cách kết hợp 3 tổ chức lớn, gồm Cơ quan Phòng cháy Chữa cháy (消防庁/ しょうぼうちょう Shōbōchō), Quân đội Tokyo (東京軍/ とうきょうぐん Tōkyō Gun) và Thánh Dương Giáo Hội (聖陽教会 Seiyō Kyōkai). Lực lượng bao gồm tổng cộng tám Biệt đội Cứu hỏa đặc biệt khác nhau, chuyên điều tra "Hiện tượng cơ thể tự phát hỏa" (人体発火現象/ じんたいはつかげんしよう Jintai Hakka Genshō) và thanh tẩy linh hồn của Hỏa nhân (焰ビト (Diêm Nhân)/ はむらびと Homura Bito).
Về phần trang phục, Lực lượng đều mang một bộ đồ bảo vệ đặc biệt riêng, được chia đều bởi cho các Biệt đội của mình (trừ Đội 7). Những lính từ trung tâm của Đế chế có xu hướng đội mũ bảo hiểm màu đen trên đầu, được in dòng chữ: "FIRE SOLDIER - X - TOKYO", sau đó được đổi thành "FIRE FORCE - X - TOKYO" (với X là chữ số tương ứng của từng Biệt đội, dấu "-" là xuống dòng). Họ mặc áo khoác lớn, với các sọc xanh dương phát quang bao phủ phần tay, bụng và cổ nằm bên ngoài. áo khoác của họ được gài bằng các khuy hình thánh giá. Đôi khi, họ cũng có thể mặc bộ đồ bay màu cam, khi đi làm nhiệm vụ, với cùng một biểu tượng thánh giá trên lưng. Ngoài ra, họ cũng mang thêm vài phụ kiện khác như găng tay bảo vệ và đồ bảo vệ cổ. Tuy nhiên, trang phục được phép tùy chỉnh, với sự xuất hiện với Shinra, chiếc quần của anh ta được cắt ngắn hơn với đôi chân, nhằm phát huy tối ưu "Khả năng điều khiển Lửa" (発火能力/ はつかのうりよく Hakka Nōryoku) của anh.
1. ↑  Thế giới hư cấu được sáng tạo dựa trên thủ đô Tokyo của Nhật Bản.

### Hệ thống cấp bậc trong Biệt đội và vai trò
Trong Lực lượng Phòng cháy Chữa cháy đặc biệt, mỗi Biệt đội đặc biệt thường bao gồm 7 chức danh / chức vụ khác nhau. Mỗi chức danh/chức vụ đều mang một vai trò chuyên môn cũng như một tầm quan trọng đặc biệt riêng, sau đây là bảng thông tin chi tiết:
| Chức vụ / Chức danh                                                                                 | Vai trò |
| --------------------------------------------------------------------------------------------------- | --- |
| Đại Đội Trưởng 大隊長 (Daitaichō)                                                                   | Thủ lĩnh và đầu não của cả Biệt đội. |
| Trung Đội Trưởng 中隊長 (Chūtaichō)                                                                 | Chỉ huy thứ hai của Biệt đội, chuyên trợ giúp thủ lĩnh của mình. |
| Sĩ quan cứu hỏa 消防官 (Shōbōkan) Nhất đẳng (Binh nhất) 一等 (Ittō) Nhị đẳng (Binh nhì) 二等 (Nitō) | Người lính cứu hỏa cấp độ thường trong Biệt đội. Tùy theo thời gian phục vụ và thành tựu đạt được, một sĩ quan cứu hỏa sẽ mang hai cấp bậc: - Nhất đẳng (Binh nhất) - Nhị đẳng (Binh nhì) |
| Sơ / Nữ tu Chị tu シスター (Shisutā)                                                                | Hoạt động như một linh mục của Biệt đội. |
| Nhà khoa học 科学捜査班 (Kagakusou Han)                                                             | Chuyên nghiên cứu các loại thuốc men, chất hóa học hay các hiện tượng khoa học. |
| Kỹ sư 機関員 (Kikanin)                                                                              | Chuyên chế tạo, điều hành các bộ phận của vũ khí và phụ trách việc bảo trì máy móc. |

### Biệt đội Cứu hỏa đặc biệt 8
Biệt đội Cứu hỏa đặc biệt 8 (Nhật: 第8特殊消防隊/ だい8とくしゅしょうぼうたい Hepburn: Dai 8 Tokushu Shōbōtai, tiếng Anh: The Special Fire Force Company 8) là một lực lượng chữa cháy đặc biệt của Hoàng quốc Tokyo (東京皇国/ とうきょうこうこく Tōkyō Kōkoku).
Biệt đội được hình thành một cách vội vàng hơn so với các Biệt đội đặc biệt khác, và kết quả là, Biệt đội chỉ có một vài thành viên nên không có bộ phận nghiên cứu khoa học và chế tạo vũ khí. Giống như mọi đội khác, Biệt đội 8 có nhiệm vụ dập tắt và thanh tẩy linh hồn của Hỏa nhân và làm sáng tỏ mọi bí mật của "Hiện tượng cơ thể tự phát hỏa" (人体発火現象/ じんたいはつかげんしよう Jintai Hakka Genshō). Biệt đội 8 có trụ sở là Nhà thờ của Biệt đội 8 (第8特殊消防教会/ だい8とくしゅしょうぼうきょうかい Dai 8 Tokushu Shōbō Kyōkai), đặt tại Đế chế Tokyo.
Khi làm nhiệm vụ, các thành viên thường mang một bộ trang phục phòng cháy và chữa cháy căn bản với mũ bảo hiểm, quần và áo khoác ngoài bảo vệ. Còn khi ở trụ sở, họ thường sử dụng bộ áo bay màu cam và áo phông trắng bên dưới, bộ đồ của họ chứa các miếng vá có số "8" trên đó. Ngoài ra, theo Đội trưởng Akitaru, nhiệm vụ thật sự của Biệt đội 8 trong Lực lượng Phòng đặc biệt là tổng hợp và điều tra các Biệt đội từ 1 đến 7, vì họ có khả năng che giấu thông tin bí mật, quan trọng vì lý do cá nhân.
Shinra Kusakabe (森羅 日下部)
Lồng tiếng
Mùa 1 (Nguồn: )
(JP – Tiếng Nhật)
 Kajiwara Gakuto
 Sakamoto Maaya (Thời thơ ấu)
(EN – Tiếng Anh)
 Derick Snow
 Jenny Ledel (Thời thơ ấu)
| Lý lịch                     | Lý lịch                                  |
| --------------------------- | ---------------------------------------- |
| Nhân vật chính của tác phẩm |                                          |
| Nghề nghiệp                 | Lính khắc hỏa                            |
| Chức danh Chức vụ           | Sĩ quan cứu hỏa nhị đẳng Hỏa thần thứ tư |
| Giới tính                   | Nam giới                                 |
| Tuổi                        | 17                                       |
| Ngày sinh                   | Ngày 29 tháng 10 năm 178 (Thiên Yết)     |
| Chiều cao                   | 1,73 m                                   |
| Cân nặng                    | 67 kg                                    |
| Nhóm máu                    | AB                                       |
Shinra Kusakabe (Nhật: 森羅 日下部/ しんら くさかべ/ シンラ・クサカベ Hepburn: Shinra Kusakabe) là một pyrokinesis thuộc "Thế hệ thứ ba" (第三世代/ だいさんせだい Dai San Sedai) lẫn "Thế hệ thứ tư" (第四世代/ だいよんせだい Dai Yon Sedai), là một lính khắc hỏa của Biệt đội đặc biệt 8 và là "Hỏa thần thứ tư" (四柱目/ よはしらめ Yohashira-me).
Lúc xuất hiện, Shinra là một thiếu niên có chiều cao trung bình, với mái tóc đen ngắn và nhọn, đôi mắt đỏ thẫm và đặc biệt là hàm răng sắc nhọn. Đôi mắt anh cũng đáng chú ý vì con ngươi của anh là màu trắng thay vì màu đen. Khi được giới thiệu, Shinra mặc một bộ đồng phục học sinh tối màu có cài thắt lưng. Sau đó, anh được tặng một bộ trang phục phòng cháy và chữa cháy căn bản với mũ bảo hiểm, quần và áo khoác ngoài bảo vệ. Tuy nhiên, quần của Shinra được Maki Oze (茉希 尾瀬/ マキ・オゼ) thiết kế riêng, để chúng chỉ dài đến dưới đầu gối thay vì chân anh, thuận lợi để anh có thể tự do sử dụng "Khả năng điều khiển Lửa" (発火能力/ はつかのうりよく Hakka Nōryoku) của mình mà không phải lo lắng về việc đốt cháy quần áo. Vì vậy anh cũng có xu hướng đi chân trần hoặc bỏ giày.
Anh được đánh giá là một nhân vật dũng cảm, tự tin và sẵn sàng giúp đỡ người khác. Anh tự hào về ước mơ muốn trở thành anh hùng, một lời hứa mà anh đã không thực hiện được với mẹ mình khi anh lên năm. Anh không ngần ngại hành động khi được yêu cầu, mặc dù đôi khi có thể bất đồng trong cách chiến đấu, nhưng cũng thể hiện khả năng bình tĩnh và suy nghĩ về tình huống trước khi hành động. Đôi khi với sự bối rối, lo lắng, căng thẳng, tức giận hoặc khó chịu, anh thường nhe một nụ cười lớn đau đớn và dễ bị nhầm lẫn với một nụ cười hăm dọa của người khác. Trong khi anh làm việc với tiểu đội của mình, mối quan hệ của anh ấy với từng thành viên khá phức tạp. Mặc dù tôn trọng Đội trưởng Akitaru Ōbi (秋樽 桜備/ アキタル・オウビ), anh thấy Trung úy Takehisa Hinawa (武久 火縄/ タケヒサ・ヒナワ) đáng sợ và thường xuyên cãi nhau với Arthur Boyle (アーサー・ボイル Āsā Boiru).
Năm 186, khi Shinra khoảng 5 tuổi và sống với mẹ và em trai, Shō Kusakabe (象 日下部/ ショウ クサカベ). Khi còn nhỏ, anh đam mê chủ nghĩa anh hùng, hóa trang thành siêu anh hùng, bắt chước các hành động anh hùng trên chương trình truyền hình Tokusatsu và khao khát trở thành một anh hùng để có thể bảo vệ gia đình của mình. Một ngày nọ, khi đang ngủ, anh bất ngờ tỉnh dậy và nhận ra ngôi nhà của mình đang rực cháy, trong sự hỗn loạn, anh nhìn thấy một Hỏa nhân quỷ (鬼/ おに Oni), thứ mà anh tin là nguyên nhân của vụ hỏa hoạn. "Ngọn lửa Adolla" (アドラバースト/ あどらばあすと Adora Bāsuto) của Sho lúc này đã ảnh hưởng đến anh và kích hoạt sức mạnh của "Thế hệ thứ tư", khiến anh văng về phía sau và bất tỉnh. Tuy vậy, anh đã được cứu sống nhờ Biệt đội đặc biệt 1 (第1特殊消防隊/ だい1とくしゅしょうぼうたい Dai 1 Tokushu Shōbōtai). Sau vụ cháy, mẹ và em trai anh được cho rằng cho là đã chết (không tìm thấy hài cốt). Quá sốc trước cái chết của mẹ đã khiến anh hình thành một nụ cười dị biệt và đáng sợ, cộng với việc anh là người duy nhất sống soát sau vụ hỏa hoạn đã làm người dân nghi ngờ, xem là nguyên nhân đã giết chết gia đình và thù ghét anh. Vì không thể kiểm soát "Khả năng" của mình, anh đã phải ở lại Khu công nghiệp nặng Haijima (灰島重工/ ハイジマジユウコウ Haijima Jūkō), nơi họ trang bị cho anh một đôi ủng chứa nitơ lỏng để ngăn chặn khả năng anh gây bốc cháy. Khi tròn 13 tuổi, anh chuyển ra ngoài và gia nhập Học viện đào tạo Lính khắc hỏa đặc biệt (特殊消防官訓練学校/ とくしゅしょうぼうかんくんれんがっこう Tokushu Shōbōkan Kunren Gakkō), với hy vọng rằng có thể tìm ra sự thật vụ hỏa hoạn năm ấy và cứu những người khác khỏi sự tuyệt vọng của Hỏa nhân. Trong quá trình học, anh nghĩ rằng anh sẽ gia nhập Biệt đội đặc biệt 4 (第4特殊消防隊/ だい4とくしゅしょうぼうたい Dai 4 Tokushu Shōbōtai) khi tốt nghiệp, tuy nhiên, anh đã được bổ nhiệm vào Biệt đội 8.
Mặc dù là người mới trong Lực lượng, Shinra đã đặt ra một thách thức đối với các thành viên có kinh nghiệm trong lực lượng và thậm chí đánh bại được cả một đội trưởng của một Biệt đội. Shinra sở hữu thị lực đặc biệt, có thể phát hiện ra những chi tiết nhỏ ở khoảng cách xa. Điều này được thể hiện khi anh xác định hai tên thuộc Bạch Đầu Cân (白頭巾/ しろずきん Shiro Zukin) đang bắn tỉa từ nhiều tòa nhà, cũng như khi anh phóng to tầm nhìn của mình lên gấp 2 lần so với bình thường chỉ để phát hiện rõ côn trùng từ xa. Khi còn là một đứa trẻ, Shinra đã đánh thức khả năng của "Thế hệ thứ tư" và có được khả năng đốt cháy, kiểm soát và tận dụng ngọn lửa từ chân mình. Trong khi làm như vậy, anh ta để lại tro trên sàn nhà theo hình bàn chân, được đặt biệt danh, "Dấu chân của Ác ma" (悪魔の足跡/ あくまのあしあと Akuma no Ashiato). Sử dụng khả năng kết hợp với phong cách chiến đấu của mình, anh có đủ lực trong cú đá của mình để nghiền nát bộ phận hoặc phá hủy được trái tim của Hỏa nhân. Anh cũng được ghi nhận là có khả năng cơ động tuyệt vời trong chiến đấu, khả năng của anh cho phép anh bay hoặc lướt nhanh trên sàn và nhảy liên tục để vượt qua đối thủ trước khi họ có thể nhận ra.
Shinra đã được Đội trưởng đội 7, Benimaru dạy cách sử dụng các ký hiệu tay tập trung năng lượng trong cơ thể. Điều này cho phép anh điều khiển được các đặc điểm của ngọn lửa mà anh tạo ra từ khả năng của mình.
- "Tora Hishigi" (虎ひしぎ/ とらひしぎ?) - ký hiệu tay dùng để hướng sự tập trung và sức mạnh vào đôi chân của mình; điều này cho phép anh sử dụng "Bứt tốc"[e] (ラピッド/ らぴっど Rapiddo?), làm tăng lực đẩy của ngọn lửa của anh, giúp anh tăng tốc độ theo cấp số nhân.[f]
- "Khuôn của Ác ma" (悪魔の型/ あくまのかた Akuma no Kata?) / "Koruna" (コルナ Koruna?) ("Biểu tượng của Quỷ" (デビル・サイン Debiru Sain?), "Dấu hiệu Meloik" (メロイック・サイン Meroikku Sain?) hay "Rock’n’roll" (ロックンロール Rokkunrōru?) và được Đội trưởng Akitaru xem như "Sừng của Ác ma" (悪魔の角/ あくまのつの Akuma no Tsuno?)) - Khi anh sử dụng ký hiệu này, ngọn lửa của anh ấy thể hiện ở bản chất bùng nổ, cho phép anh tấn công với lực mạnh hơn và sát thương lớn hơn.

Nhờ "Ngọn lửa Adolla", Shinra có thể tạo liên lạc được với Kẻ truyền giáo (伝道者/ てんとうしゃ Dendōsha) hoặc với một người có nguồn gốc từ "Adolla" (アドラ/ あどら Adora) hoặc một người nào đó được ban ơn. Nhờ vậy anh có thể đi vào trạng thái tốc độ ánh sáng, khiến cơ thể anh phân tách thành các hạt hạ nguyên tử trong quá trình này. Các hạt sau đó vượt qua tốc độ ánh sáng, cho phép chúng quay ngược thời gian từ vài giây đến thời điểm trước khi cơ thể anh tan vỡ. Kết quả là, cơ thể của anh được tái hiện thực và có thể bước vào "vũ trụ" của Sho. Ngoài ra, cũng nhờ khả năng này mà anh có thể nhìn thấy hình ảnh của quá khứ hoặc có khả năng là tương lai.
1. ↑  "Shinra" (森羅/ しんら/ シンラ?) có nguồn gốc từ thành ngữ từ vị Nhật ngữ, "Shinrabanshō" (森羅万象/ しんらばんしょう?), mang nghĩa là "Tất cả tạo vật" hoặc "Vạn vật trong tự nhiên".
2. ↑  Không giống như hầu hết các nhân vật khác, Shinra tuân theo một mô típ trực quan hơn là một quy ước về tên: mô típ là các ác quỷ từ các tôn giáo khởi nguồn từ Abraham. Điều thú vị là trong Kitô giáo, tôn giáo mà bộ truyện này vay mượn nhiều nhất, Satan đôi khi được xác định là Lucifer, một thiên thần sa ngã, trùng với mô típ thiên thần mà em trai của anh (Sho) mang theo.
3. ↑  Siêu anh hùng mà anh ấy lấy cảm hứng, tư thế của anh làm khi còn nhỏ và những cú đá của anh dựa trên hình ảnh nhân vật Tokusatsu, "Kamen Rider Ichigo" (仮面ライダー１号 Kamen Raidā Ichigō?).
4. ↑  Phong cách chiến đấu của Shinra lấy ý tưởng từ môn võ thuật Brasil là Capoeira.
5. ↑  Tiếng Anh: Rapid
6. ↑  Ngoài ra, Shinra còn có khả năng sử dụng "Siêu hỏa lực" (火事場の馬鹿力/ かじばのばかぢから Kajiba no Bakadjikara?), một khả năng cho phép anh sử dụng 100% khả năng của mình, trong khi thông thường chỉ sử dụng 30%. Nhờ vậy anh còn có thể sử dụng áp suất để tạo ra siêu lửa của riêng mình, lúc ấy ngọn lửa của anh sẽ chuyển sang màu xanh lam do cường độ và nhiệt độ cao hơn.

Akitaru Ōbi (秋樽 桜備)
Lồng tiếng
Mùa 1 (Nguồn: )
(JP – Tiếng Nhật)
 Nakai Kazuya
(EN – Tiếng Anh)
 Jeremy Inman
| Lý lịch           | Lý lịch                                 |
| ----------------- | --------------------------------------- |
| Nghề nghiệp       | Lính khắc hỏa Lính cứu hỏa (trước đây)  |
| Chức danh Chức vụ | Đội trưởng (trong đội) Tiểu đoàn trưởng |
| Giới tính         | Nam giới                                |
| Tuổi              | 31                                      |
| Ngày sinh         | Ngày 27 tháng 3 (Bạch Dương)            |
| Chiều cao         | 1,89 m                                  |
| Cân nặng          | 108 kg                                  |
| Nhóm máu          | B                                       |
Akitaru Ōbi (Nhật: 秋樽 桜備/ あきたる おうび/ アキタル・オウビ Hepburn: Akitaru Ōbi) là Đội trưởng của Biệt đội đặc biệt 8 của Đế chế Tokyo.
Akitaru là một nhân vật có thân hình vạm vỡ với mái tóc đen ngắn cùng hai bên đầu được cạo trọc. Anh có gương mặt ngố và mang đôi mắt nhỏ màu nâu sẫm. Ở trụ sở hay chiến đấu, anh đều mặc đồ thô kệch, bao gồm một chiếc áo ba lỗ màu đen, mang thắt lưng hoặc có khi anh mang quần yếm. Bên ngoài anh sẽ khoác lên mình bộ đồng phục lính cứu hỏa căng bản.
Akitaru được là một vị Đội trưởng can đảm, có thể đối mặt với và những người mạnh hơn mà không sợ hãi. Mặc dù thiếu "Khả năng điều khiển Lửa" (発火能力/ はつかのうりよく Hakka Nōryoku) và sợ chết, anh vẫn dễ dàng đánh bại một Hỏa nhân mà không nao núng hoặc do dự vì trách nhiệm của mình với các đồng đội. Anh rất tin vào công lý, nhưng cũng rất thờ ơ với mọi thứ và không bị làm phiền bởi những vấn đề khó chịu. Mặc dù vậy, anh rất dễ tức giận bởi những kẻ không tôn trọng cảm xúc của người khác, kể cả khi họ là bạn hay đồng đội của mình. Anh xem việc thanh lọc Hỏa nhân là một hành động giết người, mặc dù điều đó bắt buộc. Do đó, anh thấy rằng một người lính cứu hỏa phải luôn luôn thấu hiểu cảm xúc của những người thân của Hỏa nhân và giảm thiểu sự đau khổ của họ bằng mọi cách có thể. Anh thường tập gym, tập thể dục hoặc tập tạ bất cứ lúc nào, nâng tạ trong một cuộc họp và trong một trò chuyện bình thường. Mặc dù nghiêm túc và có ý chí mạnh mẽ, anh cũng thích đùa giỡn với cấp dưới. Anh quan tâm đến các tân binh của mình (đặc biệt là Shinra), nhưng anh cũng sẽ mất bình tĩnh nếu các hành động của họ tỏ ra thiếu tôn trọng chỉ huy hay đi quá xa. Bất chấp sự khác biệt hoặc lập dị, Biệt đội 8 rất trung thành với anh, ngay cả những người phản đối Biệt đội 8 cũng thừa nhận khả năng và sức mạnh của anh.
Akitaru ban đầu là thành viên của Cơ quan Phòng cháy Chữa cháy (消防庁/ しょうぼうちょう Shōbōchō), một tổ chức lính cứu hỏa chính quy, chuyên cứu hỏa và phụ trợ cho Lực lượng Phòng cháy Chữa cháy đặc biệt, với nhiệm vụ giảm thiểu thiệt hại của các đợt bùng phát của Hỏa nhân. Trong khi giúp đỡ dân thường trong hậu quả của hai vụ hỏa hoạn, anh để ý một người phụ nữ đang cầu xin các thành viên của Lực lượng đưa chồng cô ấy là một Hỏa nhân, về nơi an nghỉ nhưng bị từ chối vì đây không phải trường hợp nguy hiểm ưu tiên. Anh đã rất tức giận về cách mà họ hành động, không quan tâm đến những người thân còn sót lại của nạn nhân Hỏa nhân, những người đã/đang phải chịu đựng nỗi đau đớn rất lớn. Sau đó, anh cùng với Takehisa Hinawa (武久 火縄/ タケヒサ・ヒナワ), một người mà anh mới gặp, giúp đỡ người phụ nữ. Bỏ qua những rắc rối mà họ gặp phải, hai người đã yên nghỉ thành công Hỏa nhân và an ủi người phụ nữ ấy. Từ đây, anh quyết định thành lập một Biệt đội của riêng mình và mời Takehisa trở thành thành viên đầu tiên của đội.
Anh là một người lính khắc hỏa giàu kinh nghiệm, vì vậy anh đánh giá các tình huống hiệu quả cũng như giúp các đồng đội bình tĩnh. Anh có một thể chất tốt được tập luyện liên tục, điều này cho phép anh đối mặt với Hỏa nhân mặc dù thiếu khả năng cần thiết.  Khi ra chiến trường, anh mang theo vô số vũ khí khác nhau và sử dụng chúng tùy thuộc vào tình huống, chẳng hạn như "Hầm cọc phá hủy Lõi" (コア殲滅用パイルバンカー/ こあせんめつようぱいるばんかあ Koa Senmetsuyō Pairubankā) hoặc rìu chữa cháy, thứ mà anh có thể giấu đi trong làn khói trắng và tấn công vào đối thủ. Với tư cách là một chiến binh, anh tấn công không chút do dự, ôm lấy Hỏa nhân bằng tay không và giữ chúng bất chấp điều đó đang thiêu cháy anh. Là một chiến lược gia, anh thường tạo ra các kế hoạch chiến đấu nhanh ngay tại chỗ, chẳng hạn như sử dụng đường ray xe lửa như một thang để lên được nơi cao hơn hoặc sử dụng bình chữa cháy tạo màn che.
1. ↑  Anh có thể mang theo 30kg dụng cụ khác nhau mỗi khi làm nhiệm vụ chiến đấu với một Hỏa nhân.
2. ↑  Tiếng Anh: Core Annihilating Pile Bunker
3. ↑  Đôi khi cách thức chiến đấu của anh gần giống một Tanker trong trò chơi điện tử.

Takehisa Hinawa (武久 火縄)
Lồng tiếng
Mùa 1 (Nguồn: )
(JP – Tiếng Nhật)
 Suzumura Kenichi
(EN – Tiếng Anh)
 Chris Wehkamp
| Lý lịch           | Lý lịch                                              |
| ----------------- | ---------------------------------------------------- |
| Nghề nghiệp       | Lính khắc hỏa Binh sĩ (trước đây)                    |
| Chức danh Chức vụ | Trung úy (trong đội) Trung sĩ (trước đây là Chỉ huy) |
| Giới tính         | Nam giới                                             |
| Tuổi              | 28[a]                                                |
| Ngày sinh         | Ngày 23 tháng 9 (Thiên Bình)                         |
| Chiều cao         | 1,80 m                                               |
| Cân nặng          | 74 kg                                                |
| Nhóm máu          | Chưa xác định                                        |
Takehisa Hinawa (Nhật: 武久 火縄/ たけひさ ひなわ/ タケヒサ・ヒナワ Hepburn: Takehisa Hinawa) là một lính khắc hỏa thuộc "Thế hệ thứ hai" (第二世代/ だいにせだい Dai Ni Sedai) và là Trung úy của Biệt đội đặc biệt 8.
Takehisa là một chàng trai trẻ với mái tóc ngắn màu nâu với đôi mắt nâu khá hầm hố và đeo kính cận. Anh ăn mặc gần như y hệt Akitaru và trên chiến trường, anh mang theo rất nhiều loại pháo khác nhau. Anh cũng được biết là một người thích đội mũ, đặc biệt là mũ lưỡi trai. Càng về sau, anh mang nhiều mũ hơn và "kỳ lạ" hơn.
Takehisa hầu như luôn biểu hiện cái nhìn nghiêm khắc trên khuôn mặt, nên anh có vẻ ngoài đáng sợ. Anh là một người rất nghiêm túc và vô cùng ghét đùa giỡn đến mức mắng cả Đội trưởng của mình. Anh thể hiện phẩm chất lãnh đạo như: mạnh mẽ, quan sát tốt, thấu hiểu các tình huống gần như ngay lập tức và đưa ra kế hoạch. Anh rất hay suy diễn, và nghĩ rằng Shinra gia nhập đội để bù đắp cho những sai lầm trong quá khứ của anh. Ngoài ra, anh mang một tình bạn thân thiết với Maki Oze (茉希 尾瀬/ マキ・オゼ) và thường mắng cô vì hay chơi với sinh vật lửa. Anh quan tâm đến đồng đội của mình và bày tỏ sự sẵn sàng giúp đỡ, anh cũng thích đi bộ đường dài và cắm trại, các thói quen hàng ngày của anh. Anh cũng thích bảo dưỡng súng cũng như mua các loại quần áo (bị nhân viên cửa hàng thuyết phục).
Trước khi gia nhập Biệt đội, Takehisa là một Trung sĩ trong Quân đội Tokyo (東京軍/ とうきょうぐん Tōkyō Gun), là người giám sát trực tiếp của Maki. Trong thời gian này, anh ấy là một người lạnh lùng và sống tách biệt. Anh cũng rất hay chế giễu Maki trẻ tuổi, quá mềm yếu và tốt bụng để trở thành một người lính và chỉ được nhận vì cha cô ấy là một vị tướng.
Một đêm khi đang đọc sách trong phòng, bạn của anh, Tōjō (灯城/ トウ ジョウ)  bốc cháy và trở thành một Hỏa nhân. Trong lúc tỉnh táo, Tōjō cầu xin anh hãy kết liễu đời minh, nhưng anh quá yếu đuối, cuối cùng bạn anh đã bị một tốp lính giết chết. Qua sự kiện ấy, anh đau đớn và lấy đi khẩu súng của bạn mình, vài hôm sau, khi đang đi bộ qua một khu phố và quan sát hậu quả của hai vụ hỏa hoạn, anh đã gặp Akitaru đang tranh cãi với Cơ quan Phòng cháy Chữa cháy (消防庁/ しょうぼうちょう Shōbōchō) về cách họ giúp đỡ người thân của một Hỏa nhân. Anh cùng Akitaru giúp đỡ một người phụ nữ có chồng biến thành Hỏa nhân và về sau chính anh đã tiêu diệt nó. Sau vụ việc này, Akitaru quyết định thành lập một Biệt đội đặc biệt và mời anh trở thành thành viên đầu tiên, anh đã đồng ý. Ngoài ra, chính anh cũng đã mời một thành viên khác vào đội (Maki).
Takehisa thuộc "Thế hệ thứ hai", anh có khả năng điều khiển ngọn lửa khi sử dụng các loại vũ khí, chẳng hạn như súng máy hoặc súng lục mà anh hay sử dụng trên chiến trường. Khả năng của anh cho phép kiểm soát tốc độ đi của một viên đạn, làm cho tác động của chúng mạnh hơn hoặc yếu hơn, tùy thuộc vào các tình huống. Một khả năng khác, "Kiểm soát đạn đạo" (弾道制御/ だんどうせいきよ Dandō Seigyo), giúp anh có thể thay đổi được quỹ đạo đi của các viên đạn, cho phép anh bắn mục tiêu của mình ở bất kỳ góc độ nhất định hoặc từ khoảng cách xa. Với "Kiểm soát tốc độ đạn" (弾速制御/ だんそくせいきよ Dansoku Seigyo), anh có thể tăng tốc những viên đạn trên, tạo thành các tia lửa điện. Với "Kiểm soát lực nảy" (跳弾制御/ ちょうだんせいきよ Chōdan Seigyo), anh có thể khiến các viên đạn của mình bật lại, nảy lên hoặc bật ra khỏi bề mặt và chính xác tấn công vào kẻ thù. Anh cũng trang bị riêng, loại "Đạn dập lửa đặc biệt" (特殊消火弾/ とくしゅしょうかだん Tokushu Shōkadan), cho phép anh ta gây chậm và tiêu diệt Hỏa nhân một cách dễ dàng.
Anh cũng có điểm yếu, đó là việc thực hiện quá nhiều kế hoạch để đạt được chiến thắng, đã vô tình khiến anh mất đi năng lực bản thân và thể hiện sự ngoan cố khi trong cuộc chiến với Bạch Đầu Cân (白頭巾/ しろずきん Shiro Zukin), mặc dù anh hoàn toàn bất lực để ngăn chặn họ.
1. ↑  Tuổi của Takehisa ban đầu được ghi chép trong hồ sơ nhân vật gốc là 25, tuy nhiên tác giả Ōkubo Atsushi đã nói rằng thực tế anh 28 tuổi trong lời bạt của manga (Vol 6).
2. ↑  Thị lực của anh khá thấp và anh còn mắc chứng loạn thị nặng.
3. ↑  Những thành viên của đội 8 sợ hãi anh, bao gồm: Maki, Shinra và Akitaru.
4. ↑  Tiếng Anh: Trajectory Control
5. ↑  Tiếng Anh: Bullet Speed Control
6. ↑  Tiếng Anh: Ricochet Control
7. ↑  Takehisa có năng khiếu đặc biệt về toán học.
8. ↑  Tiếng Anh: Special Fire Extinguishing Bullet

Maki Oze (茉希 尾瀬)
Lồng tiếng
Mùa 1 (Nguồn: )
(JP – Tiếng Nhật)
 Kamijō Saeko
(EN – Tiếng Anh)
 Sarah Roach
| Lý lịch           | Lý lịch                                                |
| ----------------- | ------------------------------------------------------ |
| Nghề nghiệp       | Lính khắc hỏa Binh sĩ (trước đây)                      |
| Chức danh Chức vụ | Sĩ quan cứu hỏa nhất đẳng (trước đây) Trung Đội trưởng |
| Giới tính         | Nữ giới                                                |
| Tuổi              | 19                                                     |
| Ngày sinh         | Ngày 16 tháng 9 (Xử Nữ)                                |
| Chiều cao         | 1,67 m                                                 |
| Cân nặng          | 60 kg                                                  |
| Nhóm máu          | O                                                      |
Maki Oze (Nhật: 茉希 尾瀬/ まき おぜ/ マキ・オゼ Hepburn: Maki Oze) là một lính khắc hỏa thuộc "Thế hệ thứ hai" (第二世代/ だいにせだい Dai Ni Sedai) và là Trung Đội trưởng của Biệt đội đặc biệt 8 của Đế chế Tokyo.
Maki là một cô gái mang chiều cao trung bình với dáng người lực lưỡng và mạnh mẽ. Cô có đôi mắt to, màu tím với mái tóc dài, thẳng màu nâu sẫm và tóc mái bằng. Cô mang trang phục thô kệch, với bộ trang phục cứu hỏa cơ bản, mũ bảo hiểm và mang hàng tá vật dụng khác nhau. Khi tham dự Giải đấu dành cho Tân Binh (消防官新人大会/ しょうぼうかんしんじんたいかい Shōbōkan Shinjin Taikai) với tư cách là người đại diện của đội 8, cô mang bộ áo chống lửa, cùng váy dài, thắt lưng, với giày đen và một chiếc băng in số "8", đặc biệt còn có một chiếc nón phù thủy đen. Khi mua sắm, cô thường mang đơn giản với áo sơ mi và quần jean, vì cảm thấy rằng do vóc dáng quá cơ bắp của mình, cô không thể mặc váy.
Tuy có vẻ ngoài đô con và mạnh mẽ nhưng Maki là một người theo chiều hướng lãng mạn cũng như là một người hâm mộ của tiểu thuyết ngôn tình. Cô có sự lịch sự, lòng tốt với các đồng đội và những người mà cô gặp lần đầu tiên. Cô tôn trọng Trung úy Takehisa Hinawa (武久 火縄/ タケヒサ・ヒナワ) rất nhiều, vì cả hai đều là cựu quân nhân. Ngoài ra cô còn có thể dễ dàng hạ đo ván cả hai tân binh, Shinra Kusakabe (森羅 日下部/ シンラ・クサカベ) và Arthur Boyle (アーサー・ボイル Āsā Boiru) không chút do dự, mặc cho cả hai đều là "Thế hệ thứ ba" (第三世代/ だいさんせだい Dai San Sedai) và có lợi thế.
Maki thích sử dụng khả năng của mình để giải trí, cô thích thú trong việc tạo ra các sinh vật lửa dễ thương (đó cũng là một phần sức mạnh của cô), dù vậy Trung úy Takehisa lại không thích điều này nên đây là nguyên nhân cô rất sợ anh ta. Đôi khi, khi những người lính cứu hỏa trêu chọc cô bằng cách gọi cô là "Con khỉ một mắt" (ゴリラサイクロプス  Gorira Saikuropusu), khiến cô tức giận. Nguyên nhân cho điều này vì cô nghĩ rằng trên cơ thể cô, quá cơ bắp và không nữ tính như cô mong muốn. Cô rất miễn cưỡng làm tổn thương người khác, đó là lý do vì sao cô rời khỏi Quân đội Tokyo (東京軍/ とうきょうぐん Tōkyō Gun), bất chấp mong muốn của cha cô. Ngoài ra, cô cũng được xác định là rất mê tín hay xem bói toán.
Maki gia nhập Quân đội Tokyo vào năm 195, cô trở thành Binh nhì và phục vụ dưới quyền của Trung sĩ Takehisa. Trong thời gian hoạt động quân sự, cô luyện tập chăm chỉ hơn những người lính bình thường và trải qua các đợt huấn luyện vượt xa những gì cô được yêu cầu. Hai năm sau, cô được Takehisa tuyển dụng gia nhập Biệt đội 8, cô đã đồng ý và rời quân đội bởi nguyên nhân là cô muốn cứu sống con người hơn là tiêu diệt họ.
Maki đã được ghi nhận nhiều lần là có các khả năng đặc biệt trong chiến đấu và được mệnh danh là "Nữ hoàng phù thủy" (魔女/ まじょ Majo). Cô cũng rất thành thạo trong chiến đấu tay đôi, ví dụ như cô có thể dễ dàng tước đi vũ khí của Arthur, dù anh ấy có lợi thế hơn. Từng là một người lính trong Quân đội Tokyo (東京軍/ とうきょうぐん Tōkyō Gun), cô là một chiến binh kinh nghiệm, khả năng đối đầu với nhiều đối thủ cùng lúc và có thể đánh bại những kẻ thù to lớn một cách tương đối dễ dàng. Cô thuộc "Thế hệ thứ hai" mạnh mẽ, có thể điều khiển được ngọn lửa từ khoảng cách xa, cô cũng tự mình chống lại "Thế hệ thứ tư", "Thế hệ thứ ba" dễ dàng, dập tắt và hấp thụ ngọn lửa tạo thành một quả cầu lửa khổng lồ. Khả năng của cô quan trọng đến khả năng phòng thủ của cả đội, bởi nó có thể phản lại các đòn tấn công và sử dụng ngọn lửa đối thủ để phản lại họ. Tuy vậy cô không thể làm chệch hướng hoặc chuyển hướng các đòn tấn công quá mạnh nhưng cô vẫn có thể thay đổi hình dạng của nó để giảm đi tính sát thương.
"Song cú" (鉄梟/ てつきょう Tetsukyō) - Một chiêu thức nổi bật của Maki, bằng cách đặt các tinh linh lửa của cô (các ngọn lửa nhỏ mà cô có thể kiểm soát) vào một cặp vũ khí do kĩ sư Vulcan Joseph (ヴァルカン・ジョゼフ Vuarukan Jōsefu) thiết kế. Cô thể hiện kỹ năng tuyệt vời khi sử dụng chiêu thức này, sử dụng chúng để tấn công bằng cách đâm trực tiếp vào kẻ thù với tốc độ cao hay làm lá chắn bằng cách thu chúng lại. Nhờ vậy sức tấn công và phòng thủ của đội đã tăng lên rất nhiều, tuy nhiên đây là vũ khí dạng điện tử nên dễ dàng bị tấn công bởi các tác nhân điện tử.
1. ↑  Mũ và sức mạnh của cô được xây dựng dựa trên mô típ phù thủy (điều mà Trung úy Takehisa nhận xét về cô).
2. ↑  Tiếng Anh: Iron Owls
3. ↑  Sputter (プスプス Pusu Pusu?) và Flare (メラメラ Mera Mera?)

Iris (アイリス Airisu)
Lồng tiếng
Mùa 1 (Nguồn: )
(JP – Tiếng Nhật)
 Ichimichi Mao (M·A·O)
(EN – Tiếng Anh)
 Alexis Tipton
| Lý lịch           | Lý lịch                              |
| ----------------- | ------------------------------------ |
| Nghề nghiệp       | Lính cứu hỏa                         |
| Chức danh Chức vụ | Sơ / Nữ tu (Chị tu) Hỏa thần thứ tám |
| Giới tính         | Nữ giới                              |
| Tuổi              | 16                                   |
| Ngày sinh         | Ngày 10 tháng 4 năm 180 (Bạch Dương) |
| Chiều cao         | 1,54 m                               |
| Cân nặng          | 42 kg                                |
| Nhóm máu          | B                                    |
Iris (Nhật: アイリス/ あいりす Hepburn: Airisu) hay còn được gọi Sơ Iris (シスター・アイリス/ しすたー あいりす Shisutā Airisu), được mệnh danh là "Thiên thần" (天使/ てんし Tenshi), là một nữ tu có nguồn gốc từ Thánh Dương Giáo Hội (聖陽教会 Seiyō Kyōkai) và là thành viên của Biệt đội đặc biệt 8. Hầu như ít ai biết rằng trừ Shinra Kusakabe (森羅 日下部/ シンラ・クサカベ) và các Hỏa thần (柱/ はしら Hashira) khác, cô là "Hỏa thần thứ tám" (八柱目/ はちはしらめ Hachihashira-me) và là doppelgänger của "Hỏa thần thứ nhất" (一柱目/ ひとはしらめ Hitohashira-Me) - Amaterasu (アマテラス).
Iris là một cô gái trẻ có chiều cao trung bình với mái tóc ngắn màu vàng, đôi mắt xanh, trong, da trời và một thân hình mảnh mai nhưng đầy đặn trời phú. Cô mang trang phục theo thói quen tôn giáo, bao gồm một chiếc áo dài trắng trong cùng, với bên ngoài là một lớp áo tôn giáo cùng một tấm mạng che mặt. Cô cũng mang một đôi sandal nhẹ, đôi găng tay cùng tất chân dài có màu trắng và một chiếc trâm khắc biểu tượng thánh giá (Khi còn bé, cô còn mang một chiếc vòng cổ có phù hiệu thánh giá như một món bùa chú), đặc biệt các phần trên trang phục của cô đều được phủ những đường màu xanh lam phát quang. Khi ở trên chiến trường, cô mặc trang phục căng bản của lính cứu hỏa và (đôi khi) mang mặt nạ phòng độc. Ngoài ra, khi thực hiện nghi lễ thanh tẩy, cô mang một chiếc áo trắng đơn giản, còn trong những ngày thường, cô có xu hướng mặc những bộ váy và áo đơn giản nhưng dễ thương.
Vì là một nữ tu chính thống, Iris có niềm tin rất mãnh liệt vào đức tin tôn giáo. Cô rất lịch sự với người khác, nhưng tương đối nhút nhát; là một người chu đáo và tốt bụng, cô mong muốn giúp đỡ và hỗ trợ mọi người nếu có nhu cầu, bất chấp mọi hoàn cảnh. Mặc dù có vẻ yếu ớt trong tất cả cuộc chiến, nhưng cô vẫn thể hiện một cái nhìn dũng cảm trên chiến trường, có thể đứng vững trước một Hỏa nhân. Cô khá kín đáo với cảm xúc của mình, cô có xu hướng ưu tiên sự an toàn và thoải mái của người khác trước. Ngoài ra, cô cũng thể hiện sự tò mò trẻ con, ví dụ như nhấn nút mà không suy nghĩ và thể hiện sự ghen tị với các thành viên khác trong Biệt đội 8 đến thăm Quận Asakusa (浅草/ アサクサ Asakusa Chiku).
Vào thời thơ ấu của mình, Iris đã gia nhập Thánh Dương Giáo Hội cùng với Hibana (火華/ ヒバナ), người chị của cô, họ cùng cầu nguyện trong hầu hết ngày và thờ phụng Thần Mặt trời. Khi nhà thờ bị bốc cháy, tất cả các chị em họ đều chết trong vụ hoả hoạn, chỉ còn cô và Hibana, cặp chị em duy nhất sống sót. Cả hai đã quyết định bỏ trốn cùng nhau, Hibana cuối cùng đã từ biệt cô, trở thành Đội trưởng của Biệt đội đặc biệt 5 (第5特殊消防隊/ だい5とくしゅしょうぼうたい Dai 5 Tokushu Shōbōtai). Bản thân cô sau đó cũng gia nhập Biệt đội 8 và trở thành thành viên nữ tu đầu tiên của đội.
Là một nữ tu của Thánh Dương Giáo Hội, Iris có nhiệm vụ thực hiện việc cầu nguyện yên nghỉ Hỏa nhân khi chúng bị tiêu diệt. Cô cũng có thể nhanh chóng sơ cứu vết thương, chứng tỏ cô có trình độ y tế và kiến thức y khoa tốt. Mặc dù thiếu sức mạnh, cô đã thể hiện là một người bình tĩnh tốt trước áp lực, vừa tạo ra sự đánh lạc hướng khi cần thiết vừa có thể hạ gục đối thủ được huấn luyện bất tỉnh. Gần đây, cô ấy có thể tạo ra lửa, nhưng quá yếu để sử dụng được khả năng của mình.
1. ↑  Iris có nhiều điểm tương đồng nổi bật với Hỏa thần thứ nhất và đã được một số nhân vật chú ý. Về sau, cốt truyện dần tiết lộ rằng cô là doppelgänger của Amaterasu và là "Hỏa thần thứ tám" cuối cùng.

Arthur "Vua hiệp sĩ" Boyle (アーサー・ボイル Āsā Boiru)
Lồng tiếng
Mùa 1 (Nguồn: )
(JP – Tiếng Nhật)
 Kobayashi Yūsuke
(EN – Tiếng Anh)
 Eric Vale
| Lý lịch           | Lý lịch                           |
| ----------------- | --------------------------------- |
| Nghề nghiệp       | Lính khắc hỏa                     |
| Chức danh Chức vụ | Sĩ quan cứu hỏa nhị đẳng          |
| Giới tính         | Nam giới                          |
| Tuổi              | 17                                |
| Ngày sinh         | Ngày 10 tháng 7 năm 179 (Cự Giải) |
| Chiều cao         | 1,74 m                            |
| Cân nặng          | 64 kg                             |
| Nhóm máu          | A                                 |
Arthur Boyle (Nhật: アーサー・ボイル/ あーさー ぼいる Hepburn: Āsā Boiru), được mệnh danh là "Vua hiệp sĩ" (騎士王/ きしおう Kishiō), là một lính khắc hỏa "Thế hệ thứ ba" (第三世代/ だいさんせだい Dai San Sedai) và là Sĩ quan cứu hỏa nhị đẳng của Biệt đội đặc biệt 8 của Đế chế Tokyo.
Arthur là một thanh niên có chiều cao trung bình với mái tóc vàng xù xì và đôi mắt xanh với tâm trắng, giống Shinra Kusakabe (森羅 日下部/ シンラ・クサカベ). Anh có xu hướng mang kiểu tóc dựng ngược kiểu đuôi ngựa khi chiến đấu, để tầm nhìn rõ ràng hơn. Khi lần đầu tiên xuất hiện, anh mặc một chiếc áo khoác ngoài tối màu, với một khuy gài hình thánh giá trên cổ áo, cùng một chiếc áo sơ mi sáng màu phía trong với quần tối màu, dây thắt lưng và giày đen. Sau khi gia nhập Biệt đội 8, anh đã nhận được một bộ đồng phục bảo vệ cho riêng mình. Anh mang theo một bao kiếm bên mình, trong đó anh giữ những thanh kiếm không lưỡi của mình. Anh có thói quen mặc một chiếc áo liền quần màu xanh lá đậm với một chiếc áo hoodie mà để anh có thể đội mũ trên đầu thay vì đội mũ bảo vệ. Khi mặc trang phục lính cứu hỏa, anh không thích đội mũ bảo hộ, vì nó không phù hợp với hình ảnh một hiệp sĩ.
Arthur tự tin vào bản thân mình vì thuộc "Thế hệ thứ ba", mặc dù đôi lúc anh có thể hơi kiêu ngạo và tự phụ. Anh có một tinh thần và trí óc giống như thời Trung Cổ, đề cập đến những thiếu nữ anh gặp là công chúa và Nhà thờ Biệt đội 8 (第8特殊消防教会/ だい8とくしゅしょうぼうきょうかい Dai 8 Tokushu Shōbō Kyōkai) là lâu đài của anh. Anh thường xuyên cãi nhau với Shinra, xem ai vượt trội hơn? "Hiệp sĩ hay Anh hùng?" Ngoài ra anh cũng rất yêu thích âm nhạc và ẩm thực hoàng gia mặc dù chưa bao giờ nghe hay nếm thử, còn người mà anh quý trọng nhất là Vua Arthur và ước mơ của anh là trở thành "Vua hiệp sĩ". Anh thích đi theo con đường của riêng mình, hơn là làm mọi thứ theo cách mà người khác nghĩ rằng anh ấy nên làm. Anh rất yêu kiếm thuật và tự hào về Thanh kiếm Excalibur (エクスカリバー Ekusukaribā) của anh. Mặc dù cãi nhau nhiều lần với Shinra, anh vẫn có thể gạt bỏ sự bất đồng giữa hai người sang một bên và làm việc theo đội. Anh thường thờ ơ ngay cả khi đang "vật lộn" trong các trận đánh cũng như kết hợp với thái độ "rất" bình thường của mình, anh đã nhiều lần được gọi là "Ngu ngốc" (バカ Baka) và thiếu ý thức chung. Giống như những lính khắc hỏa khác, anh có một cảm giác cao về công lý, mà anh xem đó với tính cách của mình giống như một hiệp sĩ thật sự. Anh có thói quen liên tục nói "Hừm" để đáp lại người quen hay tình cờ gặp phải và thường chế giễu các đồng đội của mình như một cách đùa cợt.
Khi còn nhỏ, anh và gia đình đã mở một nhà hàng nhỏ để kiếm sống. Tuy nhiên, họ đã gặp nhiều khó khăn khi một vị khách bị ngộ độc thực phẩm, hỏa hoạn thiêu rụi toàn bộ nhà hàng và xuất hiện nhiều tin tức tiêu cực. Đêm nọ, khi bữa tối sẵn sàng, anh đã được gọi để đánh thức bố của anh, khi đến căn phòng của ông ấy, anh nhìn thấy bố mình đang ngủ với một chiếc mũ cao bồi cũ che mặt. Anh đã lấy chiếc mũ ấy, đánh thức bố dậy, bỗng anh nhìn vào phía sâu bên trong chiếc mũ và hỏi một câu hỏi khiến bố mình mỉm cười. Sau câu hỏi ấy, bố đã lấy chiếc mũ đó che mặt anh, đột nhiên trí tưởng tượng anh bay xa và anh nhìn thấy nhiều thứ đặc biệt như lâu đài, các hiệp sĩ và cha mẹ mình trong một bữa tiệc nhảy. Sáng hôm sau, anh tìm thấy một lá thư từ cha mẹ anh, họ nói với anh rằng họ đã tham gia vào một cuộc phiêu lưu giải cứu thế giới; sau khi họ đi, anh sẽ là vua của nơi này. Cuối cùng, anh đã được nhận tại Học viện đào tạo Lính khắc hỏa đặc biệt (特殊消防官訓練学校/ とくしゅしょうぼうかんくんれんがっこう Tokushu Shōbōkan Kunren Gakkō) và học cùng lớp với Ogun Montgomery (オグン・モンゴメリ Ogun Mongomeri) (Đội 4) và Shinra, những người bạn anh thân thiết nhất.
Arthur là một lính khắc hỏa đặc biệt mạnh, sở hữu sức mạnh thể chất đáng kinh ngạc, có khả năng đẩy lùi Hỏa nhân chỉ bằng một cú đấm. anh cũng sở hữu thị lực tốt, giúp anh theo dõi những chuyển động nhỏ nhất và phản xạ nhanh chóng. Tuy nhiên, điều này có thể dẫn đến việc anh hành động theo bản năng và cố chặn bất cứ đòn tấn công nào mà anh nhìn thấy, làm anh dễ ảo tưởng và mắc sai lầm, dù vậy sau khi qua đợt tập luyện, anh đã khắc phục được điểm yếu này đôi phần. Anh sở hữu tốc độ tốt, đủ nhanh để phản ứng kịp thời với "Vũ trụ chia cắt" (斬り離シタ宇宙/ きりはなれしたうちゅう/ キリハナシタウチユウ Kiri Hanare shita uchū) của Shō Kusakabe (象 日下部/ ショウ クサカベ), tuy vậy anh không thể hoàn toàn né tránh nó. Là một lính khắc hỏa "Thế hệ thứ tư", anh được mọi người nhận định là có một ý chí mạnh mẽ, bằng cách tăng nhiệt độ của ngọn lửa, anh có thể tạo ra và điều khiển nó ở trạng thái plasma, một điều hiếm thấy. Hiệu quả từ khả năng của anh có thể cao lên hoặc giảm đi ảnh hưởng đến việc anh ảo tưởng, anh càng ảo tưởng thì càng trở nên mạnh mẽ hơn, trong khi việc trở về thực tế sẽ làm giảm sức mạnh của anh. Anh có thể sử dụng "Khả năng điều khiển Lửa" (発火能力/ はつかのうりよく Hakka Nōryoku) của mình trên các vật thể giống như chuôi kiếm, anh có thể hàn, cắt xuyên kim loại và tạo ra điện.
"Thanh kiếm Excalibur" - Anh chủ yếu sử dụng sức mạnh của mình trên một thanh kiếm không lưỡi kiếm (lưỡi được tạo ra bởi khả năng của anh), bởi đây là thanh kiếm hiệu quả nhất khi sử dụng bằng tay phải và không dễ bị dập tắt bởi một "Thế hệ thứ hai" (第二世代/ だいにせだい Dai Ni Sedai) kinh nghiệm. Khi sử dụng nó, anh có thể làm chệch hướng và chống lại ngọn lửa tấn công, tuy vậy nhược điểm của khả năng của anh liên quan trực tiếp đến thế giới xung quanh và anh không thể sử dụng khả năng của mình nếu không có phần chuôi kiếm (có thể có hoặc không lưỡi kiếm). Ngoài ra, khả năng plasma của anh, không bị ảnh hưởng bởi sức mạnh của Haumea (ハウメア) thuộc Bạch Đầu Cân (白頭巾/ しろずきん Shiro Zukin).
1. ↑  Tên gọi và thanh kiếm của anh đều được lấy cảm hứng từ một nhân vật huyền huyễn tại Âu châu trung đại, Vua Arthur và thanh kiếm huyền thoại của ông, Excalibur.
2. ↑  Arthur lần đầu tiên được nhìn thấy trên trang bìa của manga của Chương  0 - "Shinra Kusakabe gia nhập Biệt Đội" (森羅 日下部 入隊/ シンラ・クサカベ にゅうたい Shinra Kusakabe Nyūtai?), mặc dù anh xuất hiện chính thức lần đầu tiên là ở Chương 2 - "Con Quỷ, Kỵ Sĩ và Phù Thủy" (悪魔と騎士と魔女/ あくまときしとまじょ Akuma to Kishi to Majo?).
3. ↑  Arthur có ngoại hình tương tự như nhân vật Soul Evans (ソウル・エヴァンス Sōru Evansu?) của loạt truyện tranh Soul Eater.
4. ↑  "Ba đang tìm kiếm cái gì đó ở trong nón à?" (何か見えるのか?/ なにかみえるのか? Nani ka Mieru no ka??); Chương 97 - "Quá Khứ của Arthur" (騎士王の由縁/ きしおうのゆえん Kishi Ō no Yuen?)
5. ↑  Đa số các đồng đội anh đều nghĩ, có lẽ gia đình đã bỏ rơi anh.

Tamaki Kotatsu (環 古達)
Lồng tiếng
Mùa 1 (Nguồn: )
(JP – Tiếng Nhật)
 Yūki Aoi
(EN – Tiếng Anh)
 Jad Saxton
| Lý lịch           | Lý lịch                                       |
| ----------------- | --------------------------------------------- |
| Nghề nghiệp       | Lính khắc hỏa                                 |
| Chức danh Chức vụ | Sĩ quan cứu hỏa nhất đẳng Sơ / Nữ tu (Chị tu) |
| Giới tính         | Nữ giới                                       |
| Tuổi              | 17                                            |
| Ngày sinh         | Ngày 22 tháng 2[a] (Song Ngư)                 |
| Chiều cao         | 1,56 m                                        |
| Cân nặng          | 41 kg                                         |
| Nhóm máu          | Chưa xác định                                 |
Tamaki Kotatsu (Nhật: 環 古達/ たまき こたつ/ タマキ・コタツ) là lính khắc hỏa nhị đẳng, thuộc "Thế hệ thứ ba" (第三世代/ だいさんせだい Dai San Sedai) của Biệt đội 8. Trước đây cô là thành viên Biệt đội 1, nhưng vì phục vụ cho kẻ tâm thần Rekka Hoshimiya (烈火 星宮/ レッカ・ホシミヤ), cô đã bị kỷ luật và đẩy xuống đội 8.
Tamaki là một cô gái trẻ với chiều cao trung bình, với một thân hình mảnh mai nhưng cân đối và đầy đặn. Cô mang mái tóc đen dài thắt thành hai bím, cùng với một đôi mắt vàng cẩm thạch và con ngươi trắng (tương tự Shinra Kusakabe (森羅 日下部/ シンラ・クサカベ)). Trong các nhiệm vụ, trang phục của cô khá mát mẻ, bao gồm quần, áo ngực màu đen, lớp áo bảo vệ bên ngoài, một đôi ủng đen và các vật dụng phụ trợ khác. Phần thân của cô để hở, để lộ toàn bộ phần bụng và phần ngực, quần của cô cũng bị lộ ra phần mông. Tay áo của cô mang luôn dài hơn so với cánh tay và các khuy gài trang phục của cô đều mang biểu tượng thánh giá. Trang phục của cô trước đây có in số "1", tuy nhiên sau khi đến đội 8, nó đã được thay đổi thành số "8". Trước đây, khi làm việc, cô mặc loại trang phục kín đáo, lịch sự, bao gồm một chiếc váy sáng màu, một bộ đồng phục màu tối với tay áo dài cùng một chiếc quần legging, đôi giày đen và một chiếc băng đô. Cổ áo của cô được thắt chặt bằng một sợi vải theo kiểu ruy băng có đính một chiếc nút hình thánh giá trên đó, sau khi trở thành thành viên của đội 8, cô mặc một bộ áo bay liền quần màu cam. Cô mặc theo thói quen tôn giáo khi thực hiện các nghi lễ tôn giáo, cô cũng kết hợp đồng phục lực lượng cứu hỏa với tôn giáo của mình. Bởi chiếc áo chống cháy của lính khắc hỏa quá khổ và quá dài nên khi mang vào, nó cũng khá giống một chiếc váy mặc dù cô không mang váy.
Tamaki là một cô gái có vài phẩm chất khá "tốt đẹp", như quá ồn ào và khoe khoang trong khi ăn mặc quá "thuần phong mỹ tục", dù vậy cô cũng thể hiện một thái độ thân thiện và tốt bụng đối với nhiều đứa trẻ. Cô được biết đến là người rất "Dojikko" (ドジっ娘/ ドジっこ) và cô vẫn hay đổ lỗi cho việc đó là do "Sự thu hút của những người yêu may mắn" (ラッキースケベられ Rakkīsukeberare), dẫn đến việc cô hay vấp phải những tình huống kì lạ và nhục nhã. Về bản thân, cô tỏ ra không yên tâm về sức mạnh của mình khi so sánh với các bạn bè cùng lứa, dần dần tích tụ thành sự tức giận trước khi trở thành động cơ thúc đẩy mới để cô để bắt kịp và cải thiện bản thân. Ngay cả khi sợ kẻ thù mạnh hơn mình, cô vẫn có thể chống trả và bình tĩnh phân tích tình hình. Ngoài ra, cô rất tự hào về Biệt đội 1 và đánh giá cao các thành viên ở đó, đặc biệt là những người đứng đầu, nhưng về sau cô cũng tỏ ra thích thú với các thành viên của Biệt đội 8 và Biệt đội 2. Cô đã có tình cảm với Shinra sau khi anh cứu cô khỏi kẻ tâm thần Rekka, trong khi Takeru Noto (武 能登/ タケル・ノト) (Đội 2) mê cô từ cái nhìn đầu tiên và Assault (アサルト Asaruto) từ Bạch Đầu Cân (白頭巾/ しろずきん Shiro Zukin) đã phải lòng cô qua những trận chiến.
Khi còn đi học, sự vụng về của Tamaki đã khiến cô bị các nữ sinh khác trong trường tẩy chay, họ bắt nạt và ép buộc cô phải ngồi ngoài đường. Một hôm, trong lúc cùng bạn mình trò chuyện về bài kiểm tra nghề nghiệp, cô đã ngã và mọc ra những chiếc đuôi lửa. Lúc ấy các bạn cùng trường phát hiện ra cô đã trở thành "Thế hệ thứ ba", họ cùng bàn tán về việc cô có trở thành lính cứu hỏa và gia nhập Đại đội 1. Mạo hiểm đi đến Nhà thờ Đội 1 (第1特殊消防大聖堂 Dai 1 Tokushu Shōbō Daiseidō) cùng bạn bè mình, cô gặp một Trung úy của Đội 1 cũng như kẻ tâm thần, Rekka Hoshimiya, cuối cùng cô quyết định gia nhập Biệt đội 1. Khi thuộc Biệt đội 1 ưu tú, những thể hiện ban đầu của cô không phản ánh đúng khả năng thực sự, tuy vậy, cô đã cho thấy có thể nhanh chóng đánh giá các tình huống và suy đoán khả năng của đối thủ, những kỹ năng trên được xem xét rất quan trọng trong nhiệm vụ. Khi bị lùi vào chân tường, cô thể hiện khả năng cải thiện sức mạnh của mình, chẳng hạn như tận dụng quần áo của mình làm nguyên liệu. Là một thành viên của Đội 1, cô cũng là một nữ tu tiêu chuẩn của Thánh Dương Giáo Hội (聖陽教会 Seiyō Kyōkai) và có thể thực hiện các nghi thức cho Hỏa nhân (焰ビト (Diêm Nhân)/ はむらびと Homura Bito).
Là một pyrokinesis thuộc "Thế hệ thứ ba", Tamaki miễn nhiễm với hầu hết các vết bỏng và có thể bao phủ cơ thể mình trong một ngọn lửa hồng sáng. Cô mang biệt danh là "Nekomata" (猫又), bởi tạo ra lớp lửa sáng xung quanh cơ thể trong hình dạng là các đặc điểm giống mèo đáng chú ý, gồm hai cái đuôi, đôi tai và móng vuốt. Khi hoạt động, sự nhanh nhẹn và khả năng di chuyển của cô được tăng lên đáng kể, cho phép cô ấy chạy bằng bốn chân và bay nhảy trên các mái nhà. Cô có thể chẻ đôi chiếc đuôi của mình để đẩy bản thân về phía trước hay lên trên, tạo ra một vụ nổ đủ mạnh để xuyên thủng các bức tường của tòa nhà và đẩy lùi Hỏa nhân. Cô cũng có thể hạn chế mục tiêu của mình trong một vòng tròn lửa bằng cách kéo dài những chiếc đuôi này, hoặc sử dụng chúng như một tín hiệu cấp cứu. Ngoài ra, cô cũng có thể tạo ra những ngọn lửa lớn hơn, gần như trong suốt với hình dạng như những chiếc răng nanh và các đặc điểm dị biệt khác. Ở trạng thái này, tính linh hoạt được cải thiện đáng kể và cô có thể phá hủy các công trình lửa lớn do các đối thủ mạnh tạo ra.
1. ↑  Đây là ngày của mèo ở Nhật Bản bởi "số hai" (二 Ni?) phát âm giống âm thanh mà mèo tạo ra trong tiếng Nhật.
2. ↑  "Tamaki" (環/ たまき/ タマキ?), khi rút thành "Tama" (タマ/ たま?) (nghĩa là Quả bóng), là tên của mèo đặc trưng ở Nhật Bản và có thể nhằm ám chỉ thói quen cuộn tròn của mèo.
3. ↑  "Kotatsu" (古達/ こたつ/ コタツ?) (xem thêm: Kotatsu), một phần của văn hóa Nhật Bản, gồm một chiếc bàn thấp, bằng gỗ được phủ bởi một lớp nệm futon (布団/ ふとん?) hoặc một tấm chăn nặng, phía trên có đặt một tấm gỗ. Bên dưới chiếc bàn thì có một khoảng trống, khoét sâu dưới đất với mục đích để chân và đây cũng là nguồn nhiệt làm ấm vào mùa đông.
4. ↑  "Tamaki" (環/ たまき/ タマキ?), khi rút thành "Tama" (タマ/ たま?) (nghĩa là Quả bóng), là tên của mèo đặc trưng ở Nhật Bản và có thể nhằm ám chỉ thói quen cuộn tròn của mèo.
5. ↑  "Kotatsu" (古達/ こたつ/ コタツ?) (xem thêm: Kotatsu), một phần của văn hóa Nhật Bản, gồm một chiếc bàn thấp, bằng gỗ được phủ bởi một lớp nệm futon (布団/ ふとん?) hoặc một tấm chăn nặng, phía trên có đặt một tấm gỗ. Bên dưới chiếc bàn thì có một khoảng trống, khoét sâu dưới đất với mục đích để chân và đây cũng là nguồn nhiệt làm ấm vào mùa đông.
6. ↑  Cách ăn mặc hở hang, những trò lố lăng hay chủ đề về mèo khẳng định cô lấy cảm hứng từ một "Dorobo Neko" (泥棒猫/ どろぼう ねこ?), nghĩa là "Con mèo vụng trộm" hoặc "Người phụ nữ lăng nhăng".
7. ↑  Hay còn được gọi là "Sự may mắn tục tĩu".
8. ↑  Tiếng Anh: Lucky Lecher Lure
9. ↑  Tamaki thể hiện những đặc điểm của một "tsundere" (ツンツン tsuntsun?).
10. ↑  Ở một thời điểm của câu chuyện, Tamaki đã đề cập đến mẹ mình và nói rằng bà ấy sẽ nổi điên nếu biết con gái mình đi vào Netherworld (地下/ ネザー Nezā?) vì bản chất tôn giáo, vị thế của cô trong Biệt đội 1 và gia đình cô có niềm tin mãnh liệt vào tôn giáo.
11. ↑  Sức mạnh của Tamaki liên quan đến mèo và sự kém may mắn thường ngày của cô khiến cô được so sánh với mèo đen; một loại mê tín những điều không may mắn.
12. ↑  Xem thêm: Nekomata
13. ↑  Xem thêm: Nekomata
14. ↑  Tamaki được xây dựng dựa trên gần như hoàn toàn mô típ là mèo, thức ăn yêu thích của cô là cá (món ăn ưa thích của mèo), sở thích của cô là ngủ trưa ở công viên và mèo cũng là loài động vật yêu thích của cô.

Viktor／Victor Licht (ヴィクトル・リヒト Vuikutoru Rihito)
Lồng tiếng
Mùa 1 (Nguồn: )
(JP – Tiếng Nhật)
 Sakaguchi Daisuke
(EN – Tiếng Anh)
 Ian Sinclair
| Lý lịch           | Lý lịch                                |
| ----------------- | -------------------------------------- |
| Nghề nghiệp       | Nhà khoa học Lính khắc hỏa             |
| Chức danh Chức vụ | Sĩ quan cứu hỏa nhất đẳng Nhà khoa học |
| Giới tính         | Nam giới                               |
| Tuổi              | 23                                     |
| Ngày sinh         | Ngày 14 tháng 3 (Song Ngư)             |
| Chiều cao         | 1,87 m                                 |
| Cân nặng          | 72 kg                                  |
| Nhóm máu          | Chưa xác định                          |
Viktor (Victor) Licht (Nhật: ヴィクトル・リヒト/ ゔぃくとる りひと Hepburn: Vuikutoru Rihito) ban đầu là trưởng phòng nghiên cứu cháy nổ tại Khu công nghiệp nặng Haijima (灰島重工/ ハイジマジユウコウ Haijima Jūkō). Sau đó, vì mệnh lệnh của chính phủ, anh đã trở thành thành viên và nhà khoa học duy nhất của Biệt đội đặc biệt 8.
Viktor là một chàng trai trẻ mang mái tóc xoăn lớn màu nâu đậm với một đôi mắt to, buồn ngủ và thiếu đồng tử. Anh thường mặc một chiếc áo thí nghiệm trắng dài, bên trong là một chiếc áo thun sọc ngang đỏ và trắng, cùng quần tây xanh lá đậm với một đôi giày thể thao xanh lam đáy đỏ. Sau khi gia nhập Đội 8, anh bắt đầu mặc đồ bảo vệ tiêu chuẩn của Lực lượng đặc biệt (ban đầu anh không đội mũ bảo hiểm).
Viktor được mô tả như một Nhà khoa học điên rồ và một kẻ lập dị. Anh quan tâm đến các vấn đề của Lực lượng đặc biệt, điều này được thể hiện khi anh đích thân xem xét cẩn thận hồ sơ Đội trưởng Akitaru Ōbi (秋樽 桜備/ アキタル・オウビ) và tham dự Giải Đấu dành cho Tân Binh (消防官新人大会 Shōbōkan Shinjin Taikai) với tư cách là khán giả. Là một nhà khoa học, anh quan tâm rất nặng với "Ngọn lửa Adolla" (アドラバースト Adora Bāsuto), đến mức bò trên sàn nhà và nắm lấy chân của Shinra Kusakabe (森羅 日下部/ シンラ・クサカベ) nhằm nhìn rõ hơn khi gặp anh. Không hài lòng với sự phản hồi của Đền Thánh và chính phủ, vì vậy anh đã làm bất cứ điều gì, với bất cứ ai và trao đổi nhiều thế lực để gia tăng xác suất thành công cho hoạt động nghiên cứu của mình. Ngoài ra, để che giấu các thông tin mật với công chúng đã buộc anh phải nổ lực hành động lén lút, hèn nhát trong nhiều trận chiến và thường bị động, tuy nhiên anh sẽ mạo hiểm cực độ nhằm mục đích khám phá các thông tin quan trọng và chiến đấu với các nhóm nguy hiểm nếu điều này xứng đáng.
Viktor đã theo học Đại học Hoàng gia Tokyo, nơi anh bắt đầu viết một luận văn về "Hiện tượng cơ thể tự phát hỏa" (人体発火現象/ じんたいはつかげんしよう Jintai Hakka Genshō). Sau khi tốt nghiệp thủ khoa với thời gian kỷ lục, anh quyết định gia nhập Khu công nghiệp nặng Haijima. Từ đó, anh tự giam mình trong phòng thí nghiệm làm các thí nghiệm quái dị, cuối cùng anh được bổ nhiệm làm người đứng đầu một bộ phận nghiên cứu về lửa và xuất bản bài luận văn trước đây mà anh đã khởi tạo khi còn ở đại học. Về sau, Joker (ジョーカー Jōkā) đã đến liên lạc với anh và hợp tác cùng nhau để khám phá mọi sự thật đằng sau những hiện tượng quái dị đã và đang xảy ra ở thế giới.
Viktor thiếu "Khả năng điều khiển Lửa" (発火能力/ はつかのうりよく Hakka Nōryoku), tuy vậy anh lại vô cùng thông minh, sở hữu một kho kiến thức khổng lồ về hóa học khi tạo ra "Chất nổ tro cốt Hỏa nhân" (粉薬 Konagusuri) và có thể phân tích những khả năng mà ít ai nhận ra. Anh cũng cho thấy sự tỉ mỉ trong kế hoạch, cách tính toán và dự đoán cẩn thận trong nhiều nhiệm vụ khác nhau từ lúc hành động cá nhân hay sau khi gia nhập Đội 8. Khả năng này đã trở thành một phần cực kỳ quan trọng đối với những nỗ lực của Biệt đội trong nhiệm vụ chống lại cả Bạch Đầu Cân (白頭巾/ しろずきん Shiro Zukin), Hỏa nhân và các vụ hỏa hoạn lớn.
1. ↑  Mặc dù Viktor lần đầu xuất hiện ở Chương  4 - "Kẻ Báng Bổ Đáng Ngờ" (怪しき冒涜者 Ayashiki Bōtokusha?), anh vẫn chưa được đặt tên cho mãi đến Chương 51 - "Chén Rượu Sake" (盃 Sakazuki?).
2. ↑  Viktor mang các đặc điểm, tính cách giống với Dr. Franken Stein (フランケン・シュタイン Furanken Shutain?), một nhân vật trong tác phẩm trước đây của Ōkubo Atsushi là Soul Eater. Cả hai nhân vật đều là những nhà khoa học điên rồ trong phòng thí nghiệm và tên của họ cũng ám chỉ đến một nhân vật hư cấu kinh điển, Viktor Frankenstein trong cuốn tiểu thuyết Frankenstein của Mary Shelley.
3. ↑  Tiếng Anh: The Powder Medicine

Vulcan Joseph (ヴァルカン・ジョゼフ Vuarukan Jōsefu)
Lồng tiếng
Mùa 1 (Nguồn: )
(JP – Tiếng Nhật)
 Yashiro Taku
(EN – Tiếng Anh)
 Jason Liebrecht
| Lý lịch           | Lý lịch                      |
| ----------------- | ---------------------------- |
| Nghề nghiệp       | Kỹ sư Lính khắc hỏa          |
| Chức danh Chức vụ | Kỹ sư                        |
| Giới tính         | Nam giới                     |
| Tuổi              | 18                           |
| Ngày sinh         | Ngày 18 tháng 4 (Bạch Dương) |
| Chiều cao         | 1,78 m                       |
| Cân nặng          | Chưa xác định                |
| Nhóm máu          | Chưa xác định                |
Vulcan Joseph (Nhật: ヴァルカン・ジョゼフ/ ゔぁるかん じょぜふ Hepburn: Vuarukan Jōsefu), được biết đến với biệt danh "Vị thần của Kỹ nghệ và Lửa" (炎と鍛冶の神 Honō To Kaji No Kami), là một kỹ sư của Biệt đội đặc biệt 8.
Vulcan là một thanh niên với chiều cao trung bình, anh mang mái tóc ngắn màu đỏ, được cạo sạch hai bên đầu và một đôi mắt nhỏ màu xanh lá. Anh có những hình xăm sọc trên cơ thể, từ hai sọc đen quanh cổ, ba sọc ngang đen trên vai, hai sọc trên bắp tay và một sọc trên cẳng tay trái. Anh mang một chiếc quần tây tối màu cùng một dây đai công cụ và một dây thắt lưng với khóa hình đầu lâu màu trắng. Khi làm việc, anh mang đôi ủng đen và đôi găng tay bảo vệ trắng dày và một chiếc mặt nạ kỳ quái có cặp sừng dài cùng kính bảo hộ. Khi mới xuất hiện, anh hay mặc một chiếc áo phông màu trắng với những đường viền màu đen cùng dòng chữ ở trung tâm là "THE ANIMALS", cùng hình bàn chân của động vật màu đen bên dưới. Về sau khi gia nhập Đội 8, anh thường mang một chiếc áo phông màu đen với hình bàn chân động vật màu trắng trung tâm, dùng để mang xen kẻ cùng chiếc áo bay màu cam hoặc làm áo lót bên trong cho bộ đồ bảo hộ. khi thực hiện các nhiệm vụ cứu hoả, anh mang đầy đủ bộ đồng phục của lính khắc hỏa ngoại trừ mũ bảo hiểm.
Vulcan là một kỹ sư cơ điện tử kinh nghiệm với tình yêu vô tận cho động vật, vì vậy anh thường chế tạo máy móc của mình theo chủ đề và hình dạng động vật. Mục tiêu của anh là xây dựng lại một Lò phản ứng nhiệt vĩnh cửu "Amaterasu" (久遠式火力発電"天照" Kuonshiki Karyokuhatsuden "Amaterasu") thứ hai, để cung cấp nguồn năng lượng đầy đủ cho thế giới để giải cứu những loài động vật đang bị đe dọa. Anh đặc biệt căm ghét Khu công nghiệp nặng Haijima (灰島重工/ ハイジマジユウコウ Haijima Jūkō) và tiến sĩ Giovanni (ジョヴァンニ Jovan'ni) bởi anh cho rằng chính họ đã gây ra cái chết của gia đình của anh. Anh cũng không tin tưởng vào các lời mời gia nhập của Lực lượng đặc biệt, tuy vậy sau nhiều sự kiện, anh đã chấp nhận gia nhập Biệt đội 8. Sau khi là một thành viên của đội, anh đã tỏ ra cởi mở hơn và hình thành mối quan hệ anh em thân thiết với Shinra Kusakabe (森羅 日下部/ シンラ・クサカベ) và các thành viên khác của Biệt đội 8.
Vulcan sinh ra trong một gia đình có truyền thống chế tạo và sửa chữa máy móc lâu đời, anh có bố và ông đều là những kỹ sư máy móc giàu kinh nghiệm và tài năng. Vì vậy từ thời thơ ấu, anh đã tự xây dựng xong một con đường tương lai của mình, khi nối tiếp những bước chân của cha và ông, chế tạo và phát triển các cỗ máy. Trước đây, ông và bố của anh, đều là những người phụ trách xây dựng Lò phản ứng "Amaterasu", vì thế cả gia đình họ sở hữu và lưu giữ một vật được gọi là "Chìa khóa Amaterasu" (天照のキー Amaterasu no Kī). Bố anh có một người học trò, chính là Đội trưởng của Đội 3, tiến sĩ Giovanni và có khả năng đây là nguyên nhân khiến bố và ông anh đã biến thành Hỏa nhân và ngay lập tức thiệt mạng. Vì vậy, về sau dù được rất nhiều các Biệt đội mời (đặc biệt Giovanni), Khu công nghiệp Haijima và cả quân đội, anh vẫn tỏ ra rất cảnh giác. Tuy nhiên, sau khi cả ba thành viên của đội 8 đến trụ sở của anh, chiến đấu bảo vệ anh khỏi Bạch Đầu Cân (白頭巾/ しろずきん Shiro Zukin), anh đã quyết định tham gia Biệt đội 8 và trở thành kỹ sư đầu tiên của đội.
Anh có một phương pháp, nguyên tắc làm việc kì lạ và bạo lực là sau khi hoàn thành chế tạo máy móc, anh sẽ cố gắng đập nát chúng hết sức có thể. Anh tin rằng các cỗ máy cần phải tốt nhất và chúng "không được phép vỡ". Anh cũng nhấn mạnh rằng những phát minh này chỉ là máy móc hoặc công cụ với nhiệm vụ là để con người sử dụng. Anh cũng cho rằng niềm tin vào con người và động vật sẽ thực tế hơn nhiều so với bất kỳ những niềm tin sai lầm nào về máy móc hiện đại và robot.
1. ↑  "Vulcan" (ヴァルカン Vuarukan?) có liên quan đến Vị thần Vulcan (hoặc Hephaistos) trong thần thoại La Mã, là vị thần lửa của núi lửa và luyện rèn kim loại.
2. ↑  Những hình xăm trên vai của Vulcan giống như các hình xăm trên vai của các thành viên thuộc một nhóm hư cấu, DWMA thuộc nhánh Châu Phi (死神武器職人専門学校アフリカ担当 Shinigami Buki Shokunin Senmon Gakkō Afurika Tantō?) thuộc loạt truyện tranh Soul Eater.
3. ↑  "ĐỘNG VẬT"
4. ↑  Với những truyền thống của gia đình anh với Amaterasu (アマテラス?) cũng như Vulcan hoàn toàn không sợ hãi khi đến Netherworld (地下/ ネザー Nezā?), có vẻ như anh không có đức tin vào Thánh Dương Giáo Hội (聖陽教会 Seiyō Kyōkai?).
5. ↑  Gồm: Shinra Kusakabe (森羅 日下部/ シンラ・クサカベ?), Arthur Boyle (アーサー・ボイル Āsā Boiru?) và Iris (アイリス Airisu?).

Lisa Isaribe (リサ 漁辺 Risa Isaribe) ／ Feeler (フィーラー Fīrā)
Lồng tiếng
Mùa 1 (Nguồn: )
(JP – Tiếng Nhật)
 Asai Ayaka
(EN – Tiếng Anh)
 Elizabeth Maxwell
| Lý lịch           | Lý lịch               |
| ----------------- | --------------------- |
| Nghề nghiệp       | Thợ máy Lính khắc hỏa |
| Chức danh Chức vụ | Kỹ sư Thợ máy         |
| Giới tính         | Nữ giới               |
| Tuổi              | 18                    |
| Ngày sinh         | Chưa xác định         |
| Chiều cao         | Chưa xác định         |
| Cân nặng          | Chưa xác định         |
| Nhóm máu          | Chưa xác định         |
Lisa Isaribe (Nhật: リサ 漁辺/ りさ いさりべ/ リサ・イサリベ Hepburn: Risa Isaribe), ban đầu được xác định với bí danh là Feeler (フィーラー Fīrā) trong thời gian phục vụ trong Hội kị sĩ Khói Lửa (灰焔騎士団 Kaien Kishidan) thuộc Bạch Đầu Cân (白頭巾/ しろずきん Shiro Zukin). Cô là một pyrokinesis "Thế hệ thứ ba" (第三世代/ だいさんせだい Dai San Sedai), là một kỹ sư cũng như thợ máy. Sau nhiều sự kiện khác nhau cô trở thành thành viên mới nhất của Biệt đội đặc biệt 8 và cũng là thành viên thuộc Xưởng chế tạo của Vulcan (ヴァルカンの工房 Vuarukan no Koubou).
Lisa là một người phụ nữ trẻ với một mái tóc xoăn bồng bềnh màu đỏ nhạt, cô mang mái tóc theo kiểu đuôi ngựa cùng phần mái của nó hơi lệch sang trái. Cô có đôi mắt màu vàng sáng và hai hình xăm sọc ngang quanh bắp tay trái và đùi phải. Trang phục ban đầu của cô gồm một đôi găng tay trắng, một chiếc áo croptop trắng cùng quần jean sẫm màu (ống bên phải đã bị cắt đi, để lộ hình xăm trên đùi của cô), một chiếc thắt lưng dụng cụ với khóa là hình đầu lâu màu trắng và một đôi giày đen cổ cao. Khi là một thành viên của Hội kị sĩ Khói Lửa, cô mặc đồng phục thánh giá của Thánh Dương Giáo Hội (聖陽教会 Seiyō Kyōkai) gồm áo choàng trắng, với thắt lưng là dây thừng, tay áo màu đen cùng găng tay bảo vệ trắng xoắn ốc và đôi ủng bọc thép. Sau khi rời Hội và gia nhập Biệt đội 8, cô đã cắt tóc và mang bộ đồ bay màu cam của đội cùng với đôi ủng đen. Không giống như những thành viên khác, cô hay để mở phần áo, để lộ lớp áo croptop đen phía sau.
Lisa ban đầu được xác định là môt nhân vật tốt bụng và trung thực, cô quan tâm đến Vulcan Joseph (ヴァルカン・ジョゼフ Vuarukan Jōsefu) và Yū (ユウ) (Đệ tử của Vulcan) như thể họ là gia đình của cô. Giống như Vulcan, cô có cách giao tiếp cực kì hung hăng và căng thẳng với các thành viên của Lực lượng đặc biệt và Khu công nghiệp nặng Haijima (灰島重工/ ハイジマジユウコウ Haijima Jūkō). Tuy nhiên, về sau, cô đã tiết lộ bản thân mình là đầy tớ của Kẻ truyền giáo (伝道者/ てんとうしゃ Dendōsha), lừa dối cả Vulcan và Yū. Sự thật là cô được nuôi dưỡng và tẩy não trong nhiều năm dưới bàn tay của tiến sĩ Giovanni (ジョヴァンニ Jovan'ni), từ đây cô phát triển một nỗi sợ hãi, ám ảnh khi nghĩ sẽ bị bác sĩ bỏ rơi. Vì thế, cô sẽ làm bất cứ gì kể cả tàn ác để hoàn thành những gì Giovanni yêu cầu.
Vào thời thơ ấu, bố mẹ của Lisa đã bị thiêu rụi bởi một Hỏa nhân, khiến cô dần hình thành nỗi sợ hãi với lửa. Sau khi được tiếp xúc với một loại bọ đặc biệt, cô đã trở thành một "Thế hệ thứ ba" và đặc biệt, cô đã không còn sợ lửa. Khi Giovanni biết tin Vulcan đang sở hữu "Chìa khóa Amaterasu" (天照のキー Amaterasu no Kī), hắn đã chọn cô hoạt động bí mật dưới một nhân vật ảo: Lisa Isaribi, nhằm truy tìm nó. Cô giả vờ trú ẩn trong bãi phế liệu bên ngoài Xưởng của Vulcan (ヴァルカンの工房 Vuarukan no Koubou), nơi anh phát hiện ra cô và đưa cô về nhà. Họ cùng ở tại xưởng với Yū, một người học việc của Vulcan và dần hình thành nên một gia đình. Sau khi được cứu khỏi bàn tay của Giovanni, cô nói rằng chính bản thân mình dần ổn định, cứng rắn và hữu ích hơn, thậm chí cả ngớ ngẩn hơn. Cô đã gắn bó với họ và ra quyết định sẽ trung thành với Đội trưởng Akitaru Ōbi (秋樽 桜備/ アキタル・オウビ) cùng với những thành viên khác vì cô cảm thấy điều này đúng đắn.
Là một "Thế hệ thứ ba", Lisa có thể sử dụng "Khả năng điều khiển Lửa" (発火能力/ はつかのうりよく Hakka Nōryoku) của mình để tạo ra những xúc tu lửa giống như bạch tuộc, những xúc tu ấy tấn công vả ép buộc kẻ thù của mình bởi một lực rất mạnh. Cô tạo ra các xúc tu từ phần thắt lưng của mình, khiến cô có vẻ ngoài giống một con bạch tuộc khổng lồ, điều này giúp cô trở thành một chiến binh mạnh mẽ với mục đích chống lại các máy bay chiến đấu tầm gần. Ngọn lửa của cô có đặc điểm từ tính, cho phép chúng vô hiệu hóa thành công các từ trường cao cấp được tạo ra bởi các sinh vật và máy móc. Tuy nhiên, đặc điểm này có thể bị khai thác trở thành mắt xích yếu nếu đối thủ tìm ra cách hóa giải chúng.
1. ↑  "Lisa" (リサ/ りさ Risa?) bắt nguồn từ chính tên họ của cô, "Isaribe" (漁辺/ いさりべ/ イサリベ?). Từ "L" và "R" được phát âm giống nhau trong tiếng Nhật vì vậy việc đảo ngược "-sari-" trong "Isaribe" để trở thành "risa" và từ đây thay thế nếu từ "R" thành "L" sẽ tạo nên chữ "Lisa".
2. ↑  "Feeler" (フィーラー Fīrā?), trong tiếng Anh mang nghĩa là "Xúc tu" hay "Ria của mèo".
3. ↑  Giống như nhiều thành viên khác của Hội kị sĩ Khói Lửa (灰焔騎士団 Kaien Kishidan?), Lisa sẽ được đặt một bí danh dựa trên "Khả năng điều khiển Lửa" (発火能力/ はつかのうりよく Hakka Nōryoku?) của cô.
4. ↑  Chiếc thắt lưng đầu lâu của Lisa có liên quan đến loạt truyện tranh cũ của Ōkubo Atsushi, Soul Eater.

### Biệt đội Cứu hỏa đặc biệt 1
Biệt đội Cứu hỏa đặc biệt 1 (Nhật: 第1特殊消防隊/ だい1とくしゅしょうぼうたい Hepburn: Dai 1 Tokushu Shōbōtai, tiếng Anh: The Special Fire Force Company 1) là một lực lượng chữa cháy đặc biệt của Hoàng quốc Tokyo (東京皇国/ とうきょうこうこく Tōkyō Kōkoku).
Đây là một Biệt đội rất tinh nhuệ, bao gồm rất nhiều thành viên từ Thánh Dương Giáo Hội (聖陽教会 Seiyō Kyōkai) và ngày nay, họ đang có trách nghiệm bảo vệ khu vực Quận Shinjuku (新宿地区 Shinjuku Chiku) ở Đế chế Tokyo. Giống như các Biệt đội khác, Đội 1 có nhiệm vụ cứu hỏa và thanh lọc linh hồn của Hỏa nhân (焰ビト (Diêm Nhân)/ はむらびと Homura Bito) và làm sáng tỏ mọi bí mật của "Hiện tượng cơ thể tự phát hỏa" (人体発火現象/ じんたいはつかげんしよう Jintai Hakka Genshō).
Leonard／Leonardo Burns (レオナルド・バーンズ Reonarudo Bānzu)
Lồng tiếng
Mùa 1 (Nguồn: )
(JP – Tiếng Nhật)
 Fukuda Daisuke (Kusunoki Taiten)
(EN – Tiếng Anh)
 Phil Parsons
| Lý lịch           | Lý lịch                         |
| ----------------- | ------------------------------- |
| Nghề nghiệp       | Lính khắc hỏa                   |
| Chức danh Chức vụ | Đội trưởng (trong đội) Linh mục |
| Giới tính         | Nam giới                        |
| Tuổi              | 50                              |
| Ngày sinh         | Ngày 10 tháng 8 (Sư Tử)         |
| Chiều cao         | 1,86 m                          |
| Cân nặng          | 91 kg                           |
| Nhóm máu          | O                               |
Leonard Burns (Nhật: レオナルド・バーンズ Hepburn: Reonarudo Bānzu), là một pyrokinesis "Thế hệ thứ ba" (第三世代/ だいさんせだい Dai San Sedai) và là Đội trưởng của Biệt đội đặc biệt 1. Ngoài ra, ông còn là một linh mục của Thánh Dương Giáo Hội (聖陽教会 Seiyō Kyōkai).
Leonard là một người đàn ông cao lớn và vạm vỡ với một mái tóc màu bạc trắng được thắt theo kiểu đuôi ngựa phía sau. Ông sở hữu bộ râu dài màu bạc và đôi mắt màu xanh lục, một trong số đó (con mắt phải) đã được che bởi miếng vải đen. Miếng vải này sẽ bị bao trùm trong ngọn lửa bất cứ khi nào ông sử dụng "Khả năng điều khiển Lửa" (発火能力/ はつかのうりよく Hakka Nōryoku) của mình. Về sau, cốt truyện đã tiết lộ rằng con mắt phải của ông đã bị bỏng nghiêm trọng và dường như nó đã không còn hoạt động. Trang phục của ông bao gồm một chiếc áo bảo vệ của lính khắc hỏa bên ngoài, ông thường khoác nó ngang vai, bên trong là một chiếc áo sơ mi trắng có cổ cùng quần tây và giày tối màu, ông cũng sử dụng thắt lưng. Tất cả đồ ông mặt luôn được in số "1" trên ấy, để biểu thị việc ông thuộc Đại đội 1.
Leonard là một người đáng sợ, nhưng tốt bụng, được mọi người tôn trọng và đánh giá cao những tân binh của ông ấy. Ngoài ra, ông cũng thường đứng yên lặng, khoanh tay và xem xét tình hình cho đến khi một tình huống quan trọng buộc ông phải ra tay. Khi chiến đấu, ông đã thể hiện một thái độ rất nghiêm túc, áp đảo đối thủ của mình bằng sức mạnh hoang tàn, ngay cả khi họ rất yếu. Trong mọi cuộc họp, ông luôn khá bí ẩn, tĩnh lặng và hay giữ khoảng cách với mọi người. Hành động này khiến Shinra Kusakabe (森羅 日下部/ シンラ・クサカベ) và Akitaru Ōbi (秋樽 桜備/ アキタル・オウビ) nghi ngờ rằng ông đang che giấu thông tin quan trọng để cho mục đích cá nhân. Ông cũng tin rằng sức mạnh và sự chắc chắn là quan trọng nhất, vì nó giúp ông tự tin hơn trong mọi hành động mà ông có bổn phận phải làm. Ngoài ra, ông cho rằng tất cả các hành động của mình là hợp lý và tự do hành động mà không cần giải thích với bất cứ ai, kết quả là ông gây ra nhiều hậu quả do những hành động tự tại của mình. Trong thâm tâm, ông bày tỏ sự thất vọng với các vị hồng y của Thánh Dương Giáo Hội vì hạn chế với quyền tự do hành động của ông. Tuy nhiên, ông vẫn xem Đền Thánh quan trọng đối với sự ổn định của Đế chế Tokyo và tuyên bố sẽ dành cả đời để bảo vệ, trung thành với Đền thánh.
Khi còn trẻ, Leonard đã thể hiện một đức tin mạnh mẽ và kì lạ vào những lời cầu nguyện của mình ở Thánh Dương Giáo Hội. Cuối cùng ông được phong cho danh hiệu "Con sư tử sẽ xua tan mọi Ác quỷ" (獅子は厄を祓う存在だ Shishi wa yaku o Mitsugu u sonzaida), từ đây ông đã thề là sẽ bảo vệ Đế chế Tokyo khỏi nguy hiểm. Khi ấy, ông cũng đóng một vai trò như một người liên lạc giữa các tổ chức công khai và bí mật của Đền thánh. Trong thời gian đó, ông đã chăm sóc bí mật "Số 52" (五十二 Gojūni), về sau một vụ bùng phát Hỏa nhân bên trong Lò phản ứng nhiệt vĩnh cửu "Amaterasu" (久遠式火力発電"天照" Kuonshiki Karyokuhatsuden "Amaterasu"), ông và "Số 52" đã hợp tác với nhau để tiêu diệt chúng. Trong khi chạm trán, cả hai đã bị thương, mắt phải của ông bốc cháy, trong khi mắt trái của "Số 52" cũng bị ảnh hưởng tương tự. Họ được gặp Kẻ truyền giáo (伝道者 Dendōsha), tuy vậy cả hai đã có thể quay lại thế giới thực. Việc nhìn thấy Thế giới Adolla (アドラ Adora) đã phá hủy đức tin của ông vào Đền thánh, ông đã điều tra nhà thờ và khám phá ra lịch sử vô lý với những lời răn dạy của nó, bất chấp điều này, ông vẫn tiếp tục cầu nguyện từ tận đáy lòng mình. Sử dụng vị trí Đội trưởng của mình tại Đại đội 1, ông đã nghiên cứu về Netherworld (地下/ ネザー Nezā), nhưng đã không tìm thấy bất cứ bằng chứng nào, cho đến khi khám phá ra nhật ký của vợ Hoàng đế Raffles I (ラフルス1世 Rafurusu 1 Sei) và ông đã tìm thấy được những điều kỳ lạ đã xảy ra khi mới thành lập nhà thờ.
Vào năm 186, khi ngôi nhà của Mari Kusakabe (mẹ của Shinra) bốc cháy, Leonard (lúc ấy 38 tuổi) đã đến hiện trường vụ hỏa hoạn cùng Trung úy Onyango (オニャンゴ). Khi bước vào căn nhà và tìm kiếm những người còn đang mắc kẹt, ông đã bắt gặp một Hỏa nhân Quỷ (鬼 Oni) đang giữ một em bé trong tay. Lúc ấy, ông cảm thấy một ngọn lửa bùng cháy trong mắt trái của mình khiến nó mất kiểm soát, tuy nhiên ông vẫn kịp cứu Shinra trước khi ngôi nhà bắt đầu sụp đổ. Về sau, ông đã nói dối Shinra về việc gia đình đã chết trong vụ hỏa hoạn, với nỗ lực ngăn cản anh gia nhập Lực lượng đặc biệt và thực hiện khả năng của mình, nhưng nó đã không thành công.
Leonard là một cựu chiến binh đã tạo dựng được tên tuổi của mình nhờ sức mạnh áp đảo. Ông là một chiến binh tay không cực kỳ điêu luyện và mạnh mẽ, phong cách chiến đấu chính của ông bao gồm các đòn đánh và đấm với một lực kinh khủng. Cùng với những khả năng trên, ông có thể dễ dàng nghiền nát đối thủ của mình một cách hoàn toàn. "Khả năng về Lửa" của ông được gọi là "Voltage Nova" (hay "Hỏa Năng") (ボルテージ・ノヴァ Borutēji Noba), với nó, ông có thể đốt cháy những ngọn lửa bên trong cơ thể như một cái lò để tăng khả năng thể chất của mình bằng năng lượng nhiệt (Có 5 giai đoạn). Làm như vậy, ông có thể đẩy được tia plasma của Arthur Boyle (アーサー・ボイル Āsā Boiru) và chuyển hướng những ngọn lửa từ những cú đá từ Shinra. Ông cũng có thể tạo ra một lá chắn nhiệt có thể ngăn Shinra không thể sử dụng Rapid (ラピド Rapido). Ngoài ra, với cơ thể rắn chắc của mình cho phép ông tiếp đất từ một độ cao kỷ lục mà không bị ảnh hưởng, ngoài ra với tốc độ phi thường ông còn có thể chịu được các đòn tấn công chí mạng và tiếp tục chiến đấu dù đang bị tê liệt nặng nề.
1. ↑  Bản thân ông có một phần đồng ý với điều này và thừa nhận mình là một "Bác sĩ thú y già cứng đầu".
2. ↑  Số hiệu của Joker (ジョーカー Jōkā?) khi còn bị thí nghiệm bởi Thánh Dương Giáo Hội (聖陽教会 Seiyō Kyōkai?).
3. ↑  "Chúa là gì?" (「神とは？」 Kami to wa??) hoặc "Cầu nguyện là gì?" (「祈りとは？」 Inori to wa??)
4. ↑  "Dù vậy, tôi vẫn sẽ tiếp tục cầu nguyện cho dù có chuyện gì đi chăng nữa." (「それでも、自分は何があっても祈り続ける。」 Soredemo, jibun wa nani ga atte mo inori tsudzukeru.?)
5. ↑  "Nếu vị thần của tôi sắp hủy diệt trái đất và sẽ kết thúc trong một thảm hoạ, thầy cúng chỉ có việc cầu nguyện." (「もし、その崇める神が地球を滅ぼそうとしていて、大災害という結末を迎えることになろうと、神父はただ祈るのみ。」 Moshi, sono agameru kami ga chikyū o horobosou to shite ite, dai saigai to iu ketsumatsu o mukaeru koto ni narou to, shinpu wa tada inoru nomi.?)
6. ↑  "Hãy trở thành tôi tớ của Chúa cho dù thế nào đi nữa." (「何があっても神の従者となる。」 Nani ga atte mo kami no jūsha to naru.?)

Karim Flam／Fulham (カリム・フラム Karimu Furamu)
Lồng tiếng
Mùa 1 (Nguồn: )
(JP – Tiếng Nhật)
 Okitsu Kazuyuki
(EN – Tiếng Anh)
 Ricco Fajardo
| Lý lịch     | Lý lịch                       |
| ----------- | ----------------------------- |
| Nghề nghiệp | Lính khắc hỏa                 |
| Chức danh   | Trung úy (trong đội) Linh mục |
| Chức vụ     | Trung úy (trong đội) Linh mục |
| Giới tính   | Nam giới                      |
| Tuổi        | 22                            |
| Ngày sinh   | Ngày 12 tháng 12 (Nhân Mã)    |
| Chiều cao   | 1,785 m                       |
| Cân nặng    | Chưa xác định                 |
| Nhóm máu    | Chưa xác định                 |
| Karim Flam (hay Karim Fulham) (Nhật: カリム・フラム Hepburn: Karimu Furamu), anh là một linh mục, và một Trung úy Thế hệ thứ hai (第二世代 Dai Ni Sedai) của Biệt đội Cứu hỏa đặc biệt 1 (第1特殊消防隊 Dai 1 Tokushu Shōbōtai). Karim là một người rất nghiêm túc và thận trọng, cũng như khá thiếu tôn trọng đối với người lạ, giống như anh đang xúc phạm đến mọi mọi người. Mặc dù hơi nóng nảy và cũng như xấu tính, anh vẫn thể hiện sự tôn trọng đối với đồng nghiệp của mình và tuân thủ mọi điều luật của Biệt đội 1. Anh có kỹ năng lãnh đạo tuyệt vời với ý thức cao về công lý, sẵn sàng tiết lộ thông tin có ích rất nhạy cảm và các kế hoạch của anh nghĩ ra cho những người bên ngoài cùng chia sẻ, ngay cả sau khi những người mà anh ghét. Karim có một tình bạ rất thân thiết với hai Trung úy còn lại là: Rekka Hoshimiya (烈火 星宮) và Foien Li (フォイエン・リィ Foien Ryi). |
| Chú thích |
| 1. 2. |

Foien Li (フォイエン・リィ Foien Ryi)
Lồng tiếng
Mùa 1 (Nguồn: )
(JP – Tiếng Nhật)
 Hino Satoshi
(EN – Tiếng Anh)
 Josh Bangle
| Foien Li (Nhật: フォイエン・リィ Hepburn: Foien Ryi) là một lính cứu hỏa "Thế hệ thứ ba" (第三世代/ だいさんせだい Dai San Sedai) và là một trong ba Trung úy của Biệt đội Cứu hỏa đặc biệt 1 (第1特殊消防隊 Dai 1 Tokushu Shōbōtai). Trái ngược với hai người bạn và đồng đội lâu năm, Karim và Rekka, Foien là một người khá thoải mái và có trách nhiệm, không thích làm việc và lãng phí thời gian với những thứ nhảm nhí. Anh tuân thủ mọi quy định của Biệt đội 1 một cách mạnh mẽ, thuộc tới mức có thể nói rõ từng từ một, ví dụ như quy định về trang phục. Trong cuộc chiến giữa Shinra và Rekka, anh đã mất một cẳng tay phải để bảo vệ mạng sống của Karim. |
| Nguồn: |

Onyango (オニャンゴ)
Lồng tiếng
Mùa 1 (Nguồn: )
(JP – Tiếng Nhật)
 Hōki Katsuhisa
(EN – Tiếng Anh)
 Rick Keeling
| Onyango (Nhật: オニャンゴ) là Trung úy "Thế hệ thứ ba" (第三世代/ だいさんせだい Dai San Sedai) của Biệt đội Cứu hỏa đặc biệt 1 (第1特殊消防隊 Dai 1 Tokushu Shōbōtai), ông đã trở về từ kì nghỉ hưu sau cái chết của Trung úy Rekka. Mặc dù trước đó bị buộc nghỉ hưu, ông luôn sẵn sàng trở lại vai trò cũ của mình. Thậm chí sẵn sàng tham gia vào "Cuộc thi chụp ảnh cho lịch của Lính cứu hỏa". Ông với Leonard có một tình bạ rất thân thiết và sâu đậm khi cả hai đều biết rõ mọi thứ về lẫn nhau, ngoài ra cả Leonard và các thành viên khác của Biệt đội 1 đều luôn xem trọng ông rất cao. |
| Nguồn: |

Những thành viên khác
Lồng tiếng
Mùa 1 (Nguồn: )
(JP – Tiếng Nhật)
 Uchida Shūichi
(EN – Tiếng Anh)
 Ben Bryant
 Chad Cline

### Biệt đội Cứu hỏa đặc biệt 2
Biệt đội Cứu hỏa đặc biệt 2 (Nhật: 第2特殊消防隊/ だい2とくしゅしょうぼうたい Hepburn: Dai 2 Tokushu Shōbōtai, tiếng Anh: The Special Fire Force Company 2) là một lực lượng chữa cháy đặc biệt của Hoàng quốc Tokyo (東京皇国/ とうきょうこうこく Tōkyō Kōkoku).
Biệt đội 2 là một lực lượng có nguồn gốc từ lực lượng cảnh sát (quân đội) của Đế chế Tokyo. Vì vậy, khi có thông tin, họ sẽ luôn báo cáo trực tiếp cho chính phủ và hoàng đế.
Giống như các Biệt đội khác, Biệt đội 2 có nhiệm vụ cứu hỏa và thanh lọc linh hồn của Hỏa nhân (焰ビト (Diêm Nhân)/ はむらびと Homura Bito) và làm sáng tỏ mọi bí mật của "Hiện tượng cơ thể tự phát hỏa" (人体発火現象/ じんたいはつかげんしよう Jintai Hakka Genshō).
Gustav Honda (グスタフ 本田)
Lồng tiếng
Mùa 1 (Nguồn: )
(JP – Tiếng Nhật)
 Hashi Takaya
(EN – Tiếng Anh)
 Brian Mathis
| Lý lịch     | Lý lịch                                 |
| ----------- | --------------------------------------- |
| Nghề nghiệp | Lính khắc hỏa                           |
| Chức danh   | Đội trưởng (trong đội)                  |
| Chức vụ     | Đội trưởng (trong đội) Tiểu đoàn trưởng |
| Giới tính   | Nam giới                                |
| Tuổi        | 46                                      |
| Ngày sinh   | Ngày 3 tháng 11 (Thiên Yết)             |
| Chiều cao   | 1,65 m                                  |
| Cân nặng    | 110 kg                                  |
| Nhóm máu    | Chưa xác định                           |
| Gustav Honda (Nhật: グスタフ 本田 Hepburn: Gusutafu Honda) là một pyrokinesis "Thế hệ thứ ba" (第三世代/ だいさんせだい Dai San Sedai) và là chỉ huy của Biệt đội Cứu hỏa đặc biệt 2 (第2特殊消防隊 Dai 2 Tokushu Shōbōtai). Gustav là một quân nhân rất nghiêm túc. ông cũng rất trung thành với hoàng đế Raffles III (ラフルス3世 Rafurusu 3 Sei). Điều này được thể hiện qua lời nói nóng giận của ông, khi thấy thái độ coi thường và thoải mái của Đội trưởng Benimaru trước mặt hoàng đế. Mặc dù có vẻ ngoài cộc cằn, nhưng ông vẫn quan tâm đến cấp dưới của mình. Giải cứu tân binh Takeru khỏi nguy hiểm và đẩy anh tham gia khóa huấn luyện với Biệt đội 1 để phát triển sức mạnh của mình. Ngoài ra, điều này cũng thể hiện sự mong muốn chứng minh tài năng tuyển dụng tân binh của ông với mục tiêu sâu xa thúc đẩy sự tín nhiệm trong chức vụ đứng đầu. Có giả thiết cho rằng chỉ huy Gustav rất nhạy cảm về bệnh hói đầu của ông, nhưng vẫn chưa xác định vì đó mới chỉ là một nguồn tin đồn giữa những người đồng nghiệp của ông. |  |
| Chú thích |  |
| |  |
| Nguồn: |  |

Hajiki (弾木)
| Hajiki (Nhật: 弾木) là Trung Đội trưởng thứ nhất của Biệt đội Cứu hỏa đặc biệt 2 (第2特殊消防隊 Dai 2 Tokushu Shōbōtai). Hajiki là một người thân thiện và hay nói chuyện với đồng nghiệp về chứng hói đầu của Đội trưởng. Anh được biết đến là một người rất hay quên, thậm chí quên và không sử dụng tuyệt chiêu mạnh nhất của mình khi tham gia Giải Đấu dành cho Tân Binh (消防官新人大会 Shōbōkan Shinjin Taikai). Trong trong nhiệm vụ thám hiểm Thế giới dưới Hoàng quốc Tokyo (東京皇国/ とうきょうこうこく Tōkyō Kōkoku), anh đã bị giết bởi Orochi (オロチ) thuộc Hội kị sĩ Khói Tím (紫煙騎士団 Shien Kishidan). |
| Nguồn: |

Takeru Noto (武 能登) ／ Juggernaut (ジャガーノート Jagānōto)
Lồng tiếng
Mùa 1 (Nguồn: )
(JP – Tiếng Nhật)
 Konishi Katsuyuki
(EN – Tiếng Anh)
 Cris George
| Lý lịch     | Lý lịch                   |
| ----------- | ------------------------- |
| Nghề nghiệp | Lính khắc hỏa             |
| Chức danh   | Lính                      |
| Chức vụ     | Sĩ quan cứu hỏa Nhị đẳng  |
| Giới tính   | Nam giới                  |
| Tuổi        | 18                        |
| Ngày sinh   | Ngày 30 tháng 5 (Song Tử) |
| Chiều cao   | 2,03 m                    |
| Cân nặng    | Chưa xác định             |
| Nhóm máu    | Chưa xác định             |
| Takeru Noto (Nhật: 武 能登) là một sĩ quan cứu hỏa nhị đẳng "Thế hệ thứ ba" (第三世代/ だいさんせだい Dai San Sedai) của Biệt đội Cứu hỏa đặc biệt 2 (第2特殊消防隊 Dai 2 Tokushu Shōbōtai). Takeru mang biệt danh "Juggernaut" (ジャガーノート Jagānōto) khi anh còn là một nông dân trồng khoai tây với gia đình ở bán đảo Trung Quốc (中華半島 Chūka hantō). Theo các đồng đội, Takeru có một cơ thể to lớn nhưng có tinh thần rất yếu. Anh rất lịch sự và mặc dù có tiềm năng, anh không thích được ca ngợi quá nhiều. Anh không thích chiến đấu, nhưng khi tức giận, anh sẵn sàng đối đầu với các đối thủ mạnh mẽ mà không do dự. Mặc dù là một Lính khắc hỏa, Takeru mắc chứng sợ lửa (kể cả ngọn lửa chính mình). Vì vậy, anh đã tham gia Biệt đội, anh nghĩ rằng anh sẽ an toàn khi luôn ở cạnh lính cứu hỏa. Là một nông dân, anh có nguồn kiến thức rất lớn về nông nghiệp và có thể tự tin thảo luận về nó. Trong cuộc chiến với Hội kị sĩ Khói Tím (紫煙騎士団 Shien Kishidan), anh đã gây rất nhiều ấn tượng đối với thành viên khác (mà đặc biệt là Tamaki). |
| Chú thích |
| 1. |
| Nguồn: |

Ayabe (綾部)
Ayabe (Nhật: 綾部) là Trung úy của Biệt đội Cứu hỏa đặc biệt 2 (第2特殊消防隊 Dai 2 Tokushu Shōbōtai). Là người luôn đi theo hỗ trợ Đội trưởng Gustav.
Hebio (蛇尾)
Hebio (Nhật: 蛇尾) là Trung úy của Biệt đội Cứu hỏa đặc biệt 2 (第2特殊消防隊 Dai 2 Tokushu Shōbōtai). Cùng nhóm với Shinra trong nhiệm vụ thám hiểm Thế giới dưới Hoàng quốc Tokyo (東京皇国/ とうきょうこうこく Tōkyō Kōkoku).
Heckler (蛇尾)
Heckler (Nhật: ヘッケラー Hepburn: Hekkerā) là Trung úy của Biệt đội Cứu hỏa đặc biệt 2 (第2特殊消防隊 Dai 2 Tokushu Shōbōtai). Cùng nhóm với Arthur trong nhiệm vụ thám hiểm Thế giới dưới Hoàng quốc Tokyo (東京皇国/ とうきょうこうこく Tōkyō Kōkoku). Để tránh Arthur phá hoại, anh đã làm theo hướng dẫn đối phó của Shinra và đã thành công.
Engo (猿吾)
Engo (Nhật: 猿吾) là Trung úy của Biệt đội Cứu hỏa đặc biệt 2 (第2特殊消防隊 Dai 2 Tokushu Shōbōtai). Cùng nhóm với Takehisa trong nhiệm vụ thám hiểm Thế giới dưới Hoàng quốc Tokyo (東京皇国/ とうきょうこうこく Tōkyō Kōkoku).
Kanegashi (影梨) ／ Hanegashi
Kagenashi (Nhật: 影梨) hay Hanegashi (theo truyện dịch) là Trung úy của Biệt đội Cứu hỏa đặc biệt 2 (第2特殊消防隊 Dai 2 Tokushu Shōbōtai). Cùng nhóm với Tamaki, Takeru và Hajiki (Nhật: 弾木) trong nhiệm vụ thám hiểm Thế giới dưới Hoàng quốc Tokyo (東京皇国/ とうきょうこうこく Tōkyō Kōkoku).
Oohana (大華)
Oohana (Nhật: 大華) là Trung úy của Biệt đội Cứu hỏa đặc biệt 2 (第2特殊消防隊 Dai 2 Tokushu Shōbōtai). Cùng nhóm với Viktor trong nhiệm vụ thám hiểm Thế giới dưới Hoàng quốc Tokyo (東京皇国/ とうきょうこうこく Tōkyō Kōkoku).
Jonas (ジョナス Jonasu)
Jonas (Nhật: ジョナス Hepburn: Jonasu) là một lính cứu hỏa của Biệt đội Cứu hỏa đặc biệt 2 (第2特殊消防隊 Dai 2 Tokushu Shōbōtai). Anh đã hy sinh trong nhiệm vụ thám hiểm Thế giới dưới Hoàng quốc Tokyo (東京皇国/ とうきょうこうこく Tōkyō Kōkoku).
Anton (アントン)
Anton (Nhật: アントン) là một lính cứu hỏa của Biệt đội Cứu hỏa đặc biệt 2 (第2特殊消防隊 Dai 2 Tokushu Shōbōtai). Anh đã hy sinh trong nhiệm vụ thám hiểm Thế giới dưới Hoàng quốc Tokyo (東京皇国/ とうきょうこうこく Tōkyō Kōkoku).

### Biệt đội Cứu hỏa đặc biệt 3
Biệt đội Cứu hỏa đặc biệt 3 (Nhật: 第3特殊消防隊/ だい3とくしゅしょうぼうたい Hepburn: Dai 3 Tokushu Shōbōtai, tiếng Anh: The Special Fire Force Company 3) là một lực lượng chữa cháy đặc biệt của Hoàng quốc Tokyo (東京皇国/ とうきょうこうこく Tōkyō Kōkoku) và nằm dưới sự kiểm soát của Khu công nghiệp nặng Haijima (灰島重工 Haijima Jūkō).
Đây là một Biệt đội con rối của tổ chức Bạch Phục (白頭巾 Shiro Zukin), chúng được thành lập để cung cấp những thông tin cho Kẻ truyền giáo (伝道者 Dendōsha) cũng như làm chia rẽ nội bộ của các Biệt đội khác.
Mọi thành viên của đội này (có thể) đều là thành viên thuộc tổ chức Bạch Phục và sẽ được giới thiệu sau. Các thành viên chủ chốt bao gồm:
- Dr. Giovanni (Dr.ジョヴァンニ Dr. Jovan'ni?) (Đội trưởng)
- Flail (フレイル Fureiru?)
- Mirage (ミラージュ Mirāju?)

Những thành viên khác
Lồng tiếng
Mùa 1 (Nguồn: )
(JP – Tiếng Nhật)
 Fujii Hayato 

 Uchino Takaaki
(EN – Tiếng Anh)
(Chưa xác định)

### Biệt đội Cứu hỏa đặc biệt 4
Biệt đội Cứu hỏa đặc biệt 4 (Nhật: 第4特殊消防隊/ だい4とくしゅしょうぼうたい Hepburn: Dai 4 Tokushu Shōbōtai, tiếng Anh: The Special Fire Force Company 4) là một lực lượng chữa cháy đặc biệt của Hoàng quốc Tokyo (東京皇国/ とうきょうこうこく Tōkyō Kōkoku).
Biệt đội mang cấu trúc của một đội cứu hỏa thông thường vì nó được điều khiển trực tiếp bởi Cơ quan Phòng cháy Chữa cháy (消防庁/ しょうぼうちょう Shōbōchō). Hiện nay, trụ sở Biệt đội đang nằm kế bên với ngôi trường mà chính họ cũng đang điều hành, trường Huấn Luyện Lính khắc hỏa.
Pan Ko Paat (パート・コ・パーン Pāto Ko Pān) ／ Pan (パーン Pān)
Lồng tiếng
Mùa 1
(JP – Tiếng Nhật)
(EN – Tiếng Anh)
| Lý lịch     | Lý lịch                                     |
| ----------- | ------------------------------------------- |
| Nghề nghiệp | Giảng viên Lính khắc hỏa                    |
| Chức danh   | Trung úy (trước đây) Đội trưởng (trong đội) |
| Chức vụ     | Trung úy (trước đây) Đội trưởng (trong đội) |
| Giới tính   | Nam giới                                    |
| Tuổi        | 30                                          |
| Ngày sinh   | Ngày 20 tháng 2 (Song Ngư)                  |
| Chiều cao   | 1,79 m                                      |
| Cân nặng    | 73 kg                                       |
| Nhóm máu    | O                                           |
| Pan Ko Paat (Nhật: パート・コ・パーン Hepburn: Pāto Ko Pān) (hay Pan (パーン Pān)) là Đội trưởng của Biệt đội Cứu hỏa đặc biệt 4 (第4特殊消防隊 Dai 4 Tokushu Shōbōtai) cũng như là giáo viên tại Học viện huấn luyện Lính khắc hỏa. Tuy Pan là người đứng đầu, nhưng anh vẫn rất tôn trọng đối với cựu Đội trưởng Sōichirō Hague (蒼一郎 アーグ Sōichirō Āgu). Dù vậy, anh không ủng hộ sự đam mê bị thiêu cháy trong "Ngọn lửa Adolla" (アドラバースト Adora Bāsuto) của ông ta. Ngoài ra, Pan cũng có hành động kỳ quặc của riêng mình. Ví dụ, anh cố gắng truyền đạt thông tin thông qua việc dùng còi, điều mà rất ít người có thể hiểu được và kết quả, họ dễ bị hiểu sai ý. |
| Chú thích |
| 1. |
| Nguồn: |

Sōichirō Hague (蒼一郎 アーグ Sōichirō Āgu)
Lồng tiếng
Mùa 1 ()
(JP – Tiếng Nhật)
 Nagashima Shigeru (Chō, Nagashima Yūichi)
(EN – Tiếng Anh)
 Philip Weber
| Sōichirō Hague (Nhật: 蒼一郎 アーグ Hepburn: Sōichirō Āgu) là một lính cứu hỏa và là cựu Đội trưởng của Biệt đội Cứu hỏa đặc biệt 4 (第4特殊消防隊 Dai 4 Tokushu Shōbōtai). Từng là một thành viên của Cơ quan Phòng cháy Chữa cháy (消防庁/ しょうぼうちょう Shōbōchō), ông từ từ thăng tiến trên hàng ngũ của tổ chức trước khi trở thành thành viên của Biệt đội 4 và nhận được mọi sự tôn trọng của tất cả các cấp dưới của mình. Trong thời gian phục vụ, ông đã dạy Pan Ko Paat (パート・コ・パーン Pāto Ko Pān) rất nhiều bài học quý giá, như sự bình tĩnh, cảm xúc,... khi đang ở chiến trường. Trong khi làm nhiệm vụ, Sōichirō là một người đàn ông điềm tĩnh, trang trọng và lịch sự mặc dù có vẻ rất nham hiểm. Là một lính cứu hỏa, ông đã cố gắng và tận tâm trong việc bảo vệ cuộc sống của những người khác. Sau một sự kiện lớn năm 196, Sōichirō đã nhận ba vết sẹo trên mặt, sở hữu Liên kết Adolla (アドラリンク Adora Rinku) và thay đổi hoàn toàn tính cách. Ông dần dần trở nên mất đức tin với Thánh Dương Giáo Hội (聖陽教会 Seiyō Kyōkai). Chính ông cũng là nguyên nhân cho sự thành lập của Biệt đội Cứu hỏa đặc biệt 7 (第7特殊消防隊 Dai 7 Tokushu Shōbōtai) khi cùng đồng đội của mình làm nhiệm vụ ở khu vực quận Asakusa (浅草 Asakusa Chiku). Sau khi nhường lại chức vụ cho Pan, ông làm việc tại văn phòng mình tại trường Huấn Luyện Lính khắc hỏa. Tại đây ông có hai vụ chạm trán khác nhau. Thứ nhất là với Shinra đang bị điều khiển, thứ hai cũng là lần cuối cùng, khi ông đã thất bại và bị giết bởi một hiệp sĩ của tổ chức Bạch Phục (白頭巾 Shiro Zukin). |  |
| Chú thích |  |
| |  |
| Nguồn: |  |

Ogun Montgomery／Mongomeri (オグン・モンゴメリ)
Lồng tiếng
Mùa 1
(JP – Tiếng Nhật)
(EN – Tiếng Anh)
| Lý lịch     | Lý lịch                   |
| ----------- | ------------------------- |
| Nghề nghiệp | Lính khắc hỏa             |
| Chức danh   | Lính                      |
| Chức vụ     | Sĩ quan cứu hỏa Nhị đẳng  |
| Giới tính   | Nam giới                  |
| Tuổi        | 17                        |
| Ngày sinh   | Ngày 3 tháng 3 (Song Ngư) |
| Chiều cao   | 1,75 m                    |
| Cân nặng    | Chưa xác định             |
| Nhóm máu    | B                         |
| Ogun Montgomery (hay Ogun Mongomeri) (Nhật: オグン・モンゴメリ) là Lính khắc hỏa "Thế hệ thứ ba" (第三世代/ だいさんせだい Dai San Sedai) và là thành viên của Biệt đội Cứu hỏa đặc biệt 4 (第4特殊消防隊 Dai 4 Tokushu Shōbōtai). Ogun là một người rất bình tĩnh, anh hòa giải, phá vỡ cuộc đối đầu giữa Shinra và Karin (火鱗). Anh là một người bạn tốt của cả Shinra và Arthur, biết rõ mọi thông tin từng người thời còn đến trường. Anh thường quan sát và điều khiển các trận đấu khác nhau của họ trong nhiều năm, dù thấy cuộc thi giữa Hiệp sĩ và Anh hùng thật lố bịch vì tất cả bọn họ đều được đào tạo để trở thành lính cứu hỏa. Ogun xem sự cạnh tranh của Shinra và Arthur là một điều tích cực, vì nó làm gắn kết tình bạ hơn giữa họ. |  |
| Chú thích |  |
| |  |
| Nguồn: |  |

Karin Sasaki ／ Karin (火鱗)
Karin (Nhật: 火鱗) là một thành viên của Biệt đội Cứu hỏa đặc biệt 4 (第4特殊消防隊 Dai 4 Tokushu Shōbōtai), là kẻ đã gây xô xát với Shinra.

### Biệt đội Cứu hỏa đặc biệt 5
Biệt đội Cứu hỏa đặc biệt 5 (Nhật: 第5特殊消防隊/ だい5とくしゅしょうぼうたい Hepburn: Dai 5 Tokushu Shōbōtai, tiếng Anh: The Special Fire Force Company 5) là một lực lượng chữa cháy đặc biệt của Hoàng quốc Tokyo (東京皇国/ とうきょうこうこく Tōkyō Kōkoku). Đội 5 là lực lượng thứ hai (sau đội 3) nằm dưới sự kiểm soát của Khu công nghiệp nặng Haijima (灰島重工 Haijima Jūkō).Giống như các Biệt đội khác, Biệt đội 5 có nhiệm vụ cứu hỏa và thanh lọc linh hồn của Hỏa nhân (焰ビト (Diêm Nhân)/ はむらびと Homura Bito) và làm sáng tỏ mọi bí mật của "Hiện tượng cơ thể tự phát hỏa" (人体発火現象/ じんたいはつかげんしよう Jintai Hakka Genshō).
Bởi có sự nhúng tay của Khu công nghiệp nặng Haijima, Biệt đội 5 gần như giống đội 3 khi họ cũng thực hiện nhiều thí nghiệm trên con người hay có nhiều âm mưu bí ẩn khác nhau. Tuy nhiên, sau khi gặp đội 7, họ đã thay đổi và cả hai trở thành một đồng minh với nhau.
Công chúa Hibana (プリンセス 火華 Purinsesu Hibana) ／ Hibana (火華)
Lồng tiếng
Mùa 1 (Nguồn: )
(JP – Tiếng Nhật)
 Lynn
(EN – Tiếng Anh)
 Colleen Clinkenbeard
| Lý lịch     | Lý lịch                                                          |
| ----------- | ---------------------------------------------------------------- |
| Nghề nghiệp | Chuyên viên khoa học (trước đây) Lính khắc hỏa                   |
| Chức danh   | Nhà khoa học Đội trưởng (trong đội) Sơ (Chị)                     |
| Chức vụ     | Chuyên viên khoa học (trước đây) Đội trưởng (trong đội) Sơ (Chị) |
| Giới tính   | Nữ giới                                                          |
| Tuổi        | 20                                                               |
| Ngày sinh   | Ngày 3 tháng 3 (Song Ngư)                                        |
| Chiều cao   | 1,69 m                                                           |
| Cân nặng    | Chưa xác định                                                    |
| Nhóm máu    | Chưa xác định                                                    |
| Công chúa Hibana (Nhật: プリンセス 火華 Hepburn: Purinsesu Hibana) (hay Hibana (火華), sơ Hibana (シスター 火華 Shisutā Hibana)) là một pyrokinesis "Thế hệ thứ ba" (第三世代/ だいさんせだい Dai San Sedai) và là Đội trưởng của Biệt đội Cứu hỏa đặc biệt 5 (第5特殊消防隊 Dai 5 Tokushu Shōbōtai). Ban đầu, Hibana được miêu tả là một kẻ lừa dối có phần tàn bạo, có tính cách kì dị và cô thích gây đau đớn cho Hỏa nhân (焰ビト (Diêm Nhân)/ はむらびと Homura Bito) cũng như dùng chúng để thí nghiệm. Cô thao túng mọi người đàn ông bằng khả năng quyến rũ, vẻ đẹp của mình và sử dụng họ để hầu hạ cho mình. Cô là một người rất tham vọng, mong muốn thu thập càng nhiều dữ liệu về Hỏa nhân càng tốt, làm sáng tỏ mọi bí mật nhằm mục đích khiến chính mình nổi tiếng hơn. Sau cuộc đối đầu với Shinra, Hibana đã thay đổi hoàn toàn, cô trở nên tốt hơn, sử dụng sức mạnh của mình để khiến các người gần mình hạnh phúc. Cô trở về với thời thơ ấu để theo đuổi sự trả thù của mình, hứa sẽ tiêu diệt những kẻ đã giết chết những người thân của cô. Hibana cũng thể hiện một tài năng thiên bẩm về hóa học, sử dụng liều lượng nhỏ các nguyên tố để thay đổi màu sắc của ngọn lửa, mà Iris (アイリス Airisu) cho là đẹp. Ngoài ra, cô rất thông minh và là một nhà chiến thuật tuyệt vời. Cô cùng Akitaru đưa ra một kế hoạch thâm nhập vào Biệt đội 1 và tìm hiểu thêm về các sự cố liên quan đến việc tạo ra Hỏa nhân. Thậm chí cô đã nảy sinh "tình cảm" với Shinra và dành nhiều thời gian hơn cho Iris. Tuy nhiên, cô vẫn thể hiện thái độ độc đoán và kiêu ngạo trong chiến đấu và trong Biệt đội của mình. Thêm nữa, Hibana là một người đáng nghi ngờ và không đáng tin khi nói đến Khu công nghiệp nặng Haijima (灰島重工 Haijima Jūkō) và đồng đội của mình. |  |
| Chú thích |  |
| 1. |  |
| |  |

Conehead (コーンヘッド Kōnheddo)
Lồng tiếng
Mùa 1 (Nguồn: )
(JP – Tiếng Nhật)
 Sugisaki Ryō
(EN – Tiếng Anh)
 Barry Yandell
| Conehead (Nhật: コーンヘッド Hepburn: Kōnheddo) là thành viên của Biệt đội Cứu hỏa đặc biệt 5 (第5特殊消防隊 Dai 5 Tokushu Shōbōtai). Ông là tiến sĩ khoa học, là kẻ chuyên nghiên cứu bí mật trên cơ thể con người, ví dụ như tên tội phạm Miyamoto. Ngoài ra, cái tên thú vị của ông bắt nguồn từ vẻ ngoại hình chính mình khi ông có cái đầu khá giống "hình chóp"! |
| Chú thích |
| 1. |
| {{center\|Nguồn: |

Ba Thiên thần của Đội 5 (5thエンジェルス3 5th Enjurusu 3)
Lồng tiếng
Mùa 1 (Nguồn: )
(JP – Tiếng Nhật)
 Tōnai Mariko (Higashiuchi Mariko)
 Mori Nanako
 Ishigami Shizuka
 Taichi Yō
 Kawamura Rie
 Komatsu Naoko
(EN – Tiếng Anh)
 Hayden Daviau
 Jennifer Green
 Katy McGregor
| Ba Thiên thần của Đội 5 (Nhật: 5thエンジェルス3 Hepburn: 5th Enjurusu 3) là một nhóm các nữ Lính khắc hỏa mặc bộ đồ bó sát thân giống hệt nhau từ Biệt đội Cứu hỏa đặc biệt 5 (第5特殊消防隊 Dai 5 Tokushu Shōbōtai). Mặc dù xuất hiện ban đầu và kể cả tên thì chỉ có 3 người, lạ kỳ thay, thật sự nhóm có ít nhất tận 15 thành viên. Đặc biệt, một trong số những người phụ nữ đó cũng sở hữu "Khả năng điều khiển Lửa" (発火能力/ はつかのうりよく Hakka Nōryoku) thuộc "Thế hệ thứ ba" (第三世代/ だいさんせだい Dai San Sedai). |  |
| |  |

Tōru Kishiri (トオル 岸里)
Lồng tiếng
Mùa 1 (Nguồn: )
(JP – Tiếng Nhật)
 Kawanishi Kengo
(EN – Tiếng Anh)
 Kyle Phililps
| Tōru Kishiri (Nhật: トオル 岸里) là một Lính khắc hỏa "Thế hệ thứ ba" (第三世代/ だいさんせだい Dai San Sedai) của Biệt đội Cứu hỏa đặc biệt 5 (第5特殊消防隊 Dai 5 Tokushu Shōbōtai). Tōru là người thô lỗ, ngốc nghếch cũng như không suy nghĩ nhiều trước khi nói, nên rất dễ dẫn đến tranh cãi hoặc đánh nhau. Anh nói chuyện rất thoải mái (cũng như rất nhiều) với giọng điệu mỉa mai, kiêu ngạo và tự hào về năng lực của mình thuộc "Thế hệ thứ tư". Anh hay xúc phạm đến nhiều người, ví dụ như Akitaru, người không có "Khả năng điều khiển Lửa" (発火能力/ はつかのうりよく Hakka Nōryoku). Anh cực kì thích nhai kẹo cao su và đó cũng là tuyệt chiêu của anh, Kẹo Cao Su Nổ (バックドラフトバブリッシュガム Bakkudorafuto Baburisshugamu). Mục đích mà anh khi gia nhập đội 5 là vì mong muốn được các cô gái yêu thích. |  |
| Chú thích |  |
| |  |
| |  |

Setsuo Miyamoto (節男 宮本)
Lồng tiếng
Mùa 1 (Nguồn: )
(JP – Tiếng Nhật)
 Yamamoto Kanehira
(EN – Tiếng Anh)
 Brendan Blaber
| Setsuo Miyamoto (Nhật: 節男 宮本) là một cựu lính cứu hỏa, sau đó anh đã biến thành một Hỏa nhân (焰ビト (Diêm Nhân)/ はむらびと Homura Bito) có ý thức và trở thành thành viên của Biệt đội Cứu hỏa đặc biệt 5 (第5特殊消防隊 Dai 5 Tokushu Shōbōtai). Lúc đầu, Setsuo là người được xác định có vấn đề về tâm lý, đầu óc, về sau anh được mệnh danh là kẻ điên sau khi nhúng tay vào một vụ án giết người hàng loạt. Anh không quan tâm đến sự an toàn của người khác, liều lĩnh sử dụng ngọn lửa của mình thiêu cháy mọi người và tận hưởng trong nỗi đau của họ. Anh có một quan điểm mạnh mẽ về chính Lực lượng Phòng cháy Chữa cháy đặc biệt (特殊消防隊 Tokushu Shōbōtai), khi so sánh họ là những kẻ giết người. Đặc biệt, khi Setsuo biến đổi thành một Hỏa nhân, anh vẫn giữ được tình cảm cũng như ý thức của mình. Ngoài ra anh rất sợ cái chết, khi bỏ chạy lúc đang đánh nhau với Shinra. Anh cũng sẵn sàng lừa dối mọi người khác để đạt được mục tiêu của mình. Tiếp sau, anh đã gia nhập đội 5 và được lão tiến sĩ Conehead (コーンヘッド Kōnheddo) thí nghiệm, nâng cấp sức mạnh. Tuy nhiên sau đó, anh đã bị tiêu diệt bởi một nhát kiếm chí mạng của Arthur. |  |
| |  |

Những thành viên khác
Lồng tiếng
Mùa 1 (Nguồn: )
(JP – Tiếng Nhật)
 Keneko Makoto (Tập 5)

 Egoshi Akinori (Tập 5 - 6)

 Tezuka Hiromichi (Tập 5 - 6)

 Suzuki Ryōta (Tập 5 - 6)

 Nose Ikuji (các thành viên nam giới – Tập 7)

 Inomata Satoshi (các thành viên nam giới – Tập 7)

 Miyazaki Yū (các thành viên nam giới – Tập 7)

 Komatsu Naoko (các thành viên nữ giới – Tập 7)

 Kawamura Rie (các thành viên nữ giới – Tập 7)
(EN – Tiếng Anh)
 Aaron Michael (Tập 5)

 Chris Hury (Tập 5)

 Grant V. Young (Tập 5)

 Jack Reeder (Tập 5)

 Andy Mullins (Tập 6)

 Zlatan Vincic (Tập 6)

### Biệt đội Cứu hỏa đặc biệt 6
Biệt đội Cứu hỏa đặc biệt 6 (Nhật: 第6特殊消防隊/ だい6とくしゅしょうぼうたい Hepburn: Dai 6 Tokushu Shōbōtai, tiếng Anh: The Special Fire Force Company 6) là một lực lượng chữa cháy đặc biệt của Hoàng quốc Tokyo (東京皇国/ とうきょうこうこく Tōkyō Kōkoku).
Đây là một Biệt đội trung lập, ngoài ra, đội 6 còn được hỗ trợ bởi Thánh Dương Giáo Hội (聖陽教会 Seiyō Kyōkai).
Ngoài việc đảm bảo sự an toàn của mọi người khỏi mối đe dọa của Hỏa nhân (焰ビト (Diêm Nhân)/ はむらびと Homura Bito), đội 6 còn điều hành một bệnh viện, giúp đỡ những lính cứu hỏa bị thương trong khi làm nhiệm vụ.
Bác sĩ Kayoko Huang (火代子 黄)
Lồng tiếng
Mùa 1 (Nguồn: )
(JP – Tiếng Nhật)
 Ōhara Sayaka
(EN – Tiếng Anh)
 Brianna Roberts
| Kayoko Huang (Nhật: 火代子 黄) là Đội trưởng thuộc pyrokinesis "Thế hệ thứ ba" (第三世代/ だいさんせだい Dai San Sedai) của Biệt đội Cứu hỏa đặc biệt 6 (第6特殊消防隊 Dai 6 Tokushu Shōbōtai) và là bác sĩ trưởng khoa của bệnh viện họ. Là một bác sĩ, Kayoko làm việc rất có phương pháp và tập trung. Trong các trận chiến với Hỏa nhân (焰ビト (Diêm Nhân)/ はむらびと Homura Bito), cô xem đó như là một cuộc phẫu thuật, xem các mục tiêu của mình là bệnh nhân cũng như nhanh chóng đánh bại họ bằng các công cụ, vũ khí phù hợp và chính xác. Cô cũng mang đức tin tôn giáo, tự hỏi liệu Thần Mặt trời đang trừng phạt Biệt đội 8 vì đã đi vào Netherworld (地下 Nezā) (một khu vực cấm là các đường hầm tàu điện ngầm bị bỏ hoang bên dưới Hoàng quốc Tokyo (東京皇国/ とうきょうこうこく Tōkyō Kōkoku)). Với cương vị của mình, đôi khi cô phàn nàn về việc có bao nhiêu trường hợp cần phải giải quyết trong một ngày. Dù vậy, cô vẫn luôn sẵn sàng chữa trị cho tất cả những người bị thương khi họ đến bệnh viện của Biệt đội 6. |  |
| Chú thích |  |
| |  |
| |  |

Asako Hague (アサコ・アーグ Asako Āgu)
Lồng tiếng
Mùa 1 (Nguồn: )
(JP – Tiếng Nhật)
 Kanemoto Hisako (Aikawa Juri)
(EN – Tiếng Anh)
 Sarah Leeann Wiedenheft
| Asako Hague (Nhật: アサコ・アーグ Hepburn: Asako Āgu) là y tá, Lính khắc hỏa thuộc Thế hệ thứ hai (第二世代 Dai Ni Sedai) và là Trung úy của Biệt đội Cứu hỏa đặc biệt 6 (第6特殊消防隊 Dai 6 Tokushu Shōbōtai). Asako là cháu nội của Sōichirō Hague (蒼一郎 アーグ Sōichirō Āgu), cô có tính cách và vẻ mặt hiền lành rất nhiều so với người ông quái dị của mình. Giống như Kayoko, cô cũng là một tín đồ ngoan đạo. |  |
| Chú thích |  |
| |  |
| |  |

### Biệt đội Cứu hỏa đặc biệt 7
| |
| Dưới đây là những nhân vật được sáng tạo theo văn hóa và truyền thống Nhật Bản. |
| Họ được đặt theo tên người Nhật; họ tên được viết theo thứ tự Á Đông (họ trước tên sau). Tuy nhiên, tên người Nhật hiện đại bằng ký tự Latinh thường được viết theo thứ tự Tây phương (tên trước họ sau). |

Biệt đội Cứu hỏa đặc biệt 7 (Nhật: 第2特殊消防隊/ だい7とくしゅしょうぼうたい Hepburn: Dai 7 Tokushu Shōbōtai, tiếng Anh: The Special Fire Force Company 7) là một lực lượng chữa cháy đặc biệt của Hoàng quốc Tokyo (東京皇国/ とうきょうこうこく Tōkyō Kōkoku).
Biệt đội được hình thành nhờ chất xúc tác đến từ Sōichirō Hague (蒼一郎 アーグ Sōichirō Āgu), cựu Đội trưởng của đội 4. Giống như các Biệt đội khác, Biệt đội 7 có nhiệm vụ cứu hỏa và thanh lọc linh hồn của Hỏa nhân (焰ビト (Diêm Nhân)/ はむらびと Homura Bito) và làm sáng tỏ mọi bí mật của "Hiện tượng cơ thể tự phát hỏa" (人体発火現象/ じんたいはつかげんしよう Jintai Hakka Genshō).
Hình hài và thiết bị của Biệt đội được dựa trên Hikeshi, các đội tuần tra cứu hỏa hoạt động trong thời kỳ Edo ở Nhật Bản. Đặc biệt họ mang theo cờ matoi (loại cờ được sử dụng để báo hiệu vị trí của đám cháy và tập hợp những lính cứu hỏa khác) với chữ kanji số "bảy" (七 Nana) được viết trên đó.
Tuy nhiên, tất cả thành viên của họ đều không hề tuân theo mệnh lệnh của hoàng đế Raffles III (ラフルス3世 Rafurusu 3 Sei), nói cách khác họ là một Biệt đội hoạt động độc lập. Hiện trụ sở chính của đội 7 đang đóng tại quận Asakusa (浅草 Asakusa Chiku).
Shinmon (Waka) Benimaru (新門 紅丸)
Lồng tiếng
Mùa 1 (Nguồn: )
(JP – Tiếng Nhật)
 Miyano Mamoru
(EN – Tiếng Anh)
 Aaron Roberts
| Lý lịch     | Lý lịch                    |
| ----------- | -------------------------- |
| Nghề nghiệp | Lính khắc hỏa (Hikeshi)    |
| Chức danh   | Đội trưởng (trong đội)     |
| Chức vụ     | Đội trưởng (trong đội)     |
| Giới tính   | Nam giới                   |
| Tuổi        | 22                         |
| Ngày sinh   | Ngày 20 tháng 2 (Song Ngư) |
| Chiều cao   | 1,70 m                     |
| Cân nặng    | 62 kg                      |
| Nhóm máu    | A                          |
| Shinmon Benimaru (Nhật: 新門 紅丸) (hay "Hikeshi Mạnh Nhất" (最強の火消し Saikyō no Hikeshi)) là Lính khắc hỏa thuộc Thế hệ thứ hai (第二世代 Dai Ni Sedai) cũng như "Thế hệ thứ ba" (第三世代/ だいさんせだい Dai San Sedai) và đồng thời là Đội trưởng của Biệt đội Cứu hỏa đặc biệt 7 (第7特殊消防隊 Dai 7 Tokushu Shōbōtai). Benimaru là một người rất điềm tĩnh và thờ ơ ngay cả khi đang thanh lọc Hỏa nhân (焰ビト (Diêm Nhân)/ はむらびと Homura Bito) tuy nhiên điều đó cũng ngăn được sự nóng tính vốn tồn tại trong tâm trí anh. Anh là một người đàn ông đích thực, mặc dù đôi khi mạnh mẽ đến mức anh đã thô lỗ với người khác. Anh còn là một vị thủ lĩnh tài ba, không quan tâm đến bất kỳ luật pháp nào mà hoàng đế đã đặt ra, tự tin khi được hành động theo chính bản năng chính mình cùng với Biệt đội của anh. Benimaru rất thích phá hủy các công trình và ngôi nhà ở quận Asakusa (浅草 Asakusa Chiku) khi đối mặt với một Hỏa nhân, dù vậy anh vẫn được người dân xem như một anh hùng. Anh rất quan tâm đến khu vực mình đang cai trị và những người sống trong đó, buồn bã khi phải chấm dứt cuộc sống của một người mà anh từng quen biết và trở nên vô cùng tức giận khi hiểu sai về nguyên nhân cái chết của người đó, đến mức chống lại Biệt đội 8. Ngoài ra, Benimaru là một người rất trân trọng đến văn hóa và truyền thống. Anh thích được gọi là: "Shinmon Benimaru" và gọi lại những người khác bằng họ mới đến tên. Hiện anh đang là sư phụ của Shinra và Arthur. |  |
| Chú thích |  |
| |  |
| |  |

Sagamiya Konro (相模屋 紺炉) ／ Konro (紺炉)
Lồng tiếng
Mùa 1 (Nguồn: )
(JP – Tiếng Nhật)
 Maeno Tomoaki
(EN – Tiếng Anh)
 Jeff Plunk
| Lý lịch     | Lý lịch                   |
| ----------- | ------------------------- |
| Nghề nghiệp | Lính khắc hỏa (Hikeshi)   |
| Chức danh   | Trung úy (trong đội)      |
| Chức vụ     | Trung úy (trong đội)      |
| Giới tính   | Nam giới                  |
| Tuổi        | 38                        |
| Ngày sinh   | Ngày 6 tháng 5 (Kim Ngưu) |
| Chiều cao   | 1,88 m                    |
| Cân nặng    | 92 kg                     |
| Nhóm máu    | B                         |
| Sagamiya Konro (Nhật: 相模屋 紺炉) hay Konro (Nhật: 紺炉) là một pyrokinesis thuộc "Thế hệ thứ ba" (第三世代/ だいさんせだい Dai San Sedai) và là Trung úy của Biệt đội Cứu hỏa đặc biệt 7 (第7特殊消防隊 Dai 7 Tokushu Shōbōtai). Konro là một đồng đội và thuộc hạ rất trung thành của Benimaru, sẵn sàng hy sinh sức khỏe và tính mạng của mình để bảo vệ vị lãnh đạo mình nếu cần. Anh có một phong thái thiếu ánh sáng với ánh nhìn "chết chóc" tuy vậy trong thâm tâm anh là một người sống rất thoải mái và bao dung. Konro là một trong những thành viên yếu nhất của đội. Bởi vì trước kia để bảo vệ Benimaru, anh đã tự chiến đấu một mình với một Hỏa nhân (焰ビト (Diêm Nhân)/ はむらびと Homura Bito) cực mạnh, hậu quả là anh bị chấn thương rất nặng toàn cơ thể và gần như không thể sử dụng "Khả năng điều khiển Lửa" (発火能力/ はつかのうりよく Hakka Nōryoku). Trái ngược với vị Đội trưởng của mình, anh là một người ngoại giao rất giỏi và có trình độ giao tiếp chuyên nghiệp đối với nhiều người. Nhờ bản tính điềm tĩnh mà anh có thể dễ dàng thảo luận vấn đề với các Biệt đội khác một cách trôi chảy và dễ chịu nhất. Chính Benimaru cũng cho rằng Konro nên trở thành Đội trưởng bởi tính cách bình tĩnh của mình nhưng cuối cùng anh đã tin tưởng giao trọng trách này cho Beni vì anh tin rằng sự thiếu quyền lực của mình sẽ gây cản trở đến khả năng lãnh đạo đối với tất cả người dân. Ngoài ra, Konro cũng rất thành thạo về kiếm thuật và có thể huấn luyện người khác một cách hiệu quả nhất. Hiện anh là sư phụ của Arthur. |  |
| Chú thích |  |
| |  |
| |  |

Hinata & Hikage (ヒナタ＆ヒカゲ)
Lồng tiếng
Mùa 1 (Nguồn: )
(JP – Tiếng Nhật)
 Akao Hikaru
(EN – Tiếng Anh)
 Jennifer Alyx (Hinata)
 Meg McClain (Hikage)
| Hinata (Nhật: ヒナタ) và Hikage (Nhật: ヒカゲ) là một cặp chị em sinh đôi pyrokinesis thuộc "Thế hệ thứ ba" (第三世代/ だいさんせだい Dai San Sedai) đến từ quận Asakusa (浅草 Asakusa Chiku), họ là thành viên của Biệt đội Cứu hỏa đặc biệt 7 (第7特殊消防隊 Dai 7 Tokushu Shōbōtai). Hinata và Hikage là những cô gái có tính cách vui vẻ và hòa đồng. Cả hai người mang một ngoại hình dễ thương và cực kì yêu thích đồ ngọt (tráng miệng), tuy nhiên điều này không đồng nghĩa là họ mềm yếu. Cặp song sinh đều sử dụng dạng ngôn ngữ rất thô tục, mà nguyên nhân được cho là thừa hưởng từ Benimaru, mặc dù anh đã khẳng định lời nói của mình không thể nào hư hỏng đến như thế. Cả hai rất thân thiết với cả Konro và Benimaru. Giống như những người dân khác ở quận Asakusa, họ đều thể hiện sự thích thú khi được chiến đấu với kẻ xấu. Họ không bao giờ đánh nhau bởi hai người luôn rất hiểu mọi thứ về lẫn nhau, đến mức những kẻ mạo danh không thể lừa được họ. Hai người họ mang một loại sức mạnh rất đặc biệt, khi cả hai họ kết hợp, họ sẽ tạo thành hình dạng cặp đôi cáo di chuyển nhanh và rất mạnh. Vì vậy họ là sư phụ của Tamaki. |  |
| Chú thích |  |
| |  |
| |  |

## Tổ chức Bạch Phục
Tổ chức Bạch Phục (Nhật: 白頭巾 Hepburn: Shiro Zukin, tiếng Anh: The White-Clad), là một tổ chức khủng bố được lãnh đạo bởi Kẻ truyền giáo (伝道者 Dendōsha). Họ sử dụng một loại côn trùng nhân tạo đặc biệt tạo ra các Hỏa Nhân (焰ビト Homura Bito), để  truy tìm tám Hỏa thần (柱 Hashira) sở hữu Ngọn Lửa Adolla (アドラバースト Adora Bāsuto), nhằm mục đích cuối cùng là lặp lại Thảm họa lớn (大災害 Daisaigai).
Đúng như tên gọi, tất cả trang phục của tổ chức đều mang một màu trắng từ trên xuống dưới và luôn mang một huy hiệu thánh giá của Thánh Dương Giáo Hội (聖陽教会 Seiyō Kyōkai). Sự thật về quy mô và cấu trúc của tổ chức vẫn chưa được biết chính xác, điều duy nhất được xác định là họ có các phân nhóm riêng biệt. Có những thành viên như Haumea (ハウメア) dường như không theo một nhóm nhất định mà phục vụ trực tiếp Kẻ truyền giáo và các thành viên đang hoạt động bí mật theo kiểu gián điệp,... Đến nay, đã có bốn nhóm của tổ chức được biết đến, bao gồm:
- Hội kị sĩ Khói Lửa (灰焔騎士団 Kaien Kishidan?) do Shō Kusakabe (象 日下部?) chỉ huy.
- Hội kị sĩ Khói Tím (紫煙騎士団 Shien Kishidan?) do Ritsu (リツ?) chỉ huy.
- Đồ Tể (屠リ人 Hofuri Bito?) do Dragon (ドラゴン Doragon?) chỉ huy.
- Great Cataclysm Execution Specialist Force (?) (Chưa xác định)

Hiện trụ sở chính của tổ chức đang nằm ở Netherworld (地下 Nezā) - một khu vực cấm là các đường hầm tàu điện ngầm bị bỏ hoang bên dưới Đế chế Tokyo (東京 Tōkyō).

### Nhà truyền giáo／Kẻ truyền giáo
| Lồng tiếng | Lồng tiếng | Lồng tiếng |
| ---------- | ---------- | ---------- |
| Mùa 1      | Tiếng Nhật | Không      |
| Mùa 1      | Tiếng Anh  | Không      |
| Kẻ truyền giáo hay Nhà truyền giáo (Nhật: 伝道者 Hepburn: Dendōsha, tiếng Anh: The Evangelist - The Preacher) là thủ lĩnh của tổ chức Bạch Phục (白頭巾 Shiro Zukin). Kẻ truyền giáo được mô tả là một người phụ nữ khổng lồ trong chiếc áo choàng màu trắng che phủ mọi thành phần cơ thể, che đi phần lớn các đặc điểm trên khuôn mặt của cô trừ phần miệng. Ngoài ra, cô còn mang hai chiếc sừng trên đỉnh đầu, khiến hai bên chiếc khăn trùm đầu nhú lên trên, mang lại cho cô một vẻ ngoài giống quỷ. Cô mang biểu tượng thánh giá của Thánh Dương Giáo Hội (聖陽教会 Seiyō Kyōkai) quanh cổ và một bộ phận giống như mặt trời nổi lên đằng sau lưng. Càng về sau ở các chương truyện, khuôn mặt của cô đã bị lộ ra một phần và có thể nhìn thấy hốc mắt của cô khi trông nó thật trống rỗng với những tia lửa giống như ngôi sao bên trong. Kẻ truyền giáo mang một sức mạnh kinh khủng, chẳng hạn như có thể di chuyển dễ dàng trong không gian, gây ra các trận động đất trên diện rộng và làm mù mắt một số người nhìn cô với nỗi đau đớn tột cùng (được mô tả như nhìn trực tiếp vào mặt trời). Bất cứ ai sở hữu Liên Kết Adolla (アドラリンク Adora Rinku) đều sẽ có khả năng giao tiếp với Kẻ truyền giáo và nhận được một thứ gọi là "Ơn huệ". Khi đó những người ấy có quyền truy cập vào các khả năng kỳ lạ được gọi là Thế hệ thứ tư (第四世代 Dai Yon Sedai), tuy nhiên, cô ta vẫn có thể tước bỏ "Ơn huệ" này nếu cảm thấy không phù hợp. Kẻ truyền giáo chính là người sáng lập ra Thánh Dương Giáo Hội, khi cô ra lệnh cho Yona (ヨナ) thao túng mọi người dân của Đế chế Tokyo (東京 Tōkyō), khiến họ tôn sùng Thần Mặt Trời. Cô đã dạy cho họ những bí mật đằng sau "Hiện tượng cơ thể tự phát hỏa" (人体発火現象/ じんたいはつかげんしよう Jintai Hakka Genshō), nguồn gốc của loại côn trùng kì lạ gây ra Hỏa Nhân (焰ビト Homura Bito), cũng như ngọn lửa hủy diệt, Lửa Adolla (アドラバースト Adora Bāsuto). Trong hơn 12 năm, Kẻ truyền giáo đã bắt cóc rất nhiều trẻ em và thử nghiệm để xem liệu chúng có mang Ngọn Lửa Adolla hay không. Tại một số thời điểm trong lịch sử, cô đã xuất hiện trước Leonard và Joker (ジョーカー Jōkā) thông qua một Liên Kết Adolla, kết quả như ai cũng biết cả hai đã mù một bên mắt. |  |
| Chú thích |  |
| |  |
| Nguồn: |  |

### Bộ phận độc lập
Haumea (ハウメア)
Lồng tiếng
Mùa 1 (Nguồn: )
(JP – Tiếng Nhật)
 Kugimiya Rie
(EN – Tiếng Anh)
 Caitlin Glass
| Lý lịch     | Lý lịch                      |
| ----------- | ---------------------------- |
| Nghề nghiệp | Không                        |
| Chức vụ     | Không Chỉ huy nhóm (hiếm)[a] |
| Chức danh   | Hỏa thần thứ Hai             |
| Giới tính   | Nữ giới                      |
| Tuổi        | 17                           |
| Ngày sinh   | Ngày 18 tháng 2 (Bảo Bình)   |
| Chiều cao   | 1,63 m                       |
| Cân nặng    | 50 kg                        |
| Nhóm máu    | Chưa xác định                |
| Haumea (Nhật: ハウメア) là một pyrokinesis thuộc Thế hệ thứ ba (第三世代 Dai San Sedai) và là thành viên của tổ chức Bạch Phục (白頭巾 Shiro Zukin). Cô sở hữu Ngọn Lửa Adolla (アドラバースト Adora Bāsuto) và còn được gọi là Hỏa thần thứ Hai (二柱目/ hg=にはしらめ Nihashira-me). Haumea được miêu tả lần đầu tiên là cô gái kì lạ khi luôn mang một chiếc vương miện trên đầu mặc cho nó quá rộng và che đi đôi mắt của cô. Ban đầu cô là một người khá tĩnh lặng và có phần thờ ơ, nhưng cô sớm tiết lộ bản thân là mình rất thích đùa nghịch trong các kế hoạch với mục tiêu kể cả cấp trên của mình. Với sự tự tin tràn đầy, cô gạt bỏ những lo ngại rằng đang trong tình trạng bị áp đảo bởi nhiều đối thủ cũng như đã tiết lộ quá nhiều thông tin về tổ chức. Tuy vậy trong lòng cô vẫn còn rất trẻ con, hay càu nhàu và thể hiện sự khó chịu khi thua thế trước Arthur Boyle (アーサー・ボイル Āsā Boiru). Haumea mang một khả năng quan sát rất tốt, cô đã thích nghi với "Hiện tượng cơ thể tự phát hỏa" (人体発火現象/ じんたいはつかげんしよう Jintai Hakka Genshō) và đánh thức Khả Năng về Lửa (発火能力 Hakka Nōryoku) từ rất bé. Sức mạnh của cô là sử dụng các Cú Sốc Điện (電撃使う Dengeki Tsukai) để phá hủy toàn bộ hệ thống điện và sử dụng dòng điện để điều khiển các đối thủ hoặc người dân (kiểm soát endorphin và chất dẫn truyền thần kinh) biến họ thành con rối của mình. Haumea sử dụng các dòng điện này để liên lạc với những người từ xa, một chiêu thức mà cô gọi là Radiohead (放射頭脳 Redioheddo) cũng như hạ cánh từ xuống mặt đất từ một độ cao rất lớn mà không gây hại cho bản thân. Cô có thể gắn thân mình vào các đồ vật kim loại, điều được Arthur suy đoán chính là từ tính. Nhưng nhược điểm là khả năng của cô bị không thể chống lại plasma, cũng là điểm mạnh của Arthur, vì thế, bất cứ khi nào cô xuất hiện anh thường ở ngay đó để ngăn chặn mọi đợt tấn công từ cô. |  |
| Chú thích |  |
| 1. 2. 3. |  |
| |  |

Inca／Inka Kasugatani (因果 春日谷 Inka Kasugatani)
Lồng tiếng
Mùa 1
(JP – Tiếng Nhật)
(EN – Tiếng Anh)
| Lồng tiếng | Lồng tiếng | Lồng tiếng |
| ---------- | ---------- | ---------- |
| Mùa 1      | Tiếng Nhật | Không      |
| Mùa 1      | Tiếng Anh  | Không      |
| Lý lịch     | Lý lịch                                  |
| ----------- | ---------------------------------------- |
| Nghề nghiệp | Học sinh (Trước đây) Kẻ trộm (Trước đây) |
| Chức vụ     | Không                                    |
| Chức danh   | Hỏa thần thứ Năm                         |
| Giới tính   | Nữ giới                                  |
| Tuổi        | 16                                       |
| Ngày sinh   | Ngày 9 tháng 11 (Thiên Yết)              |
| Chiều cao   | 1,60 m                                   |
| Cân nặng    | 46 kg                                    |
| Nhóm máu    | C                                        |
| Inca hay Inka Kasugatani (Nhật: 因果 春日谷 Hepburn: Inka Kasugatani), cô là một thành viên của tổ chức Bạch Phục (白頭巾 Shiro Zukin) và là "Hỏa thần thứ năm" (五柱目/ ごはしらめ Gohashira-me). Trước khi gia nhập tổ chức, cô đã nổi tiếng trên toàn Đế chế Tokyo (東京 Tōkyō) khi là một tên trộm khi cứu người khỏi hỏa hoạn để lấy đi tài sản của họ. Nhờ những Khả Năng về Lửa (発火能力 Hakka Nōryoku) đặc biệt của mình, cô đã được xếp vào Thế hệ thứ ba (第三世代 Dai San Sedai) và Thế hệ thứ tư (第四世代 Dai Yon Sedai). Inca là một cô gái trẻ với mái tóc ngắn và đôi mắt màu hồng. Khi sử dụng Khả Năng về Lửa của mình, con ngươi của cô biến thành một biểu tượng ngôi sao năm cánh. Lúc ở trường, cô mặc đồng phục học sinh tiêu chuẩn bao gồm một chiếc váy tối màu dài đến đầu gối và một chiếc áo sơ mi dài tay màu sáng với một chiếc nơ sẫm màu trên cổ áo. Trong những lần thực hiện trộm cắp của mình, Inca sẽ mang một chiếc áo khoác tối màu có những vòng tròn kết hợp với một chiếc khăn hoa văn sọc caro che đi khuôn mặt của mình. Khi là thành viên của tổ chức Bạch Phục, cô ấy mặc một chiếc áo dài màu trắng ngoài, với lớp vải tối màu bên trong. Cô cũng đội một vương miện màu đen và vàng trên đầu. Ngoài ra, có một đặc điểm đặc biệt dễ nhận biết, chính là phần tay áo độn rất dày của cô. Inca xem trọng cuộc sống hơn tất cả những thứ khác và khẳng định nó quan trọng hơn bất cứ điều gì khác. Cô là một kẻ nghiện adrenaline, coi thường sự nguy hiểm vì cô quan niệm rằng khi gặp nguy hiểm chính bản thân mình sẽ được bơm thêm liều thuốc tinh thần và cuối cùng khi sự hỗn loạn kết thúc, cô sẽ nhận được một món quà vô giá, sự hạnh phúc. Cô không quan tâm đến luật pháp hay tính mạng của người khác, cô chỉ cứu người vì lợi nhuận cá nhân, nhưng điều này cũng dễ hiểu vì xã hội Đế chế Tokyo lúc này là như vậy. Hơn nữa, cô còn là một người "phá cách", là kẻ căm ghét tột cùng khi tuân thủ các quy tắc và làm những gì người khác yêu cầu, cô muốn tạo một con đường cho riêng mình. Ngoài ra, cô cũng rất mê những thể loại nhạc mà nổi tiếng theo trào lưu. Sức mạnh của Inca dự đoán được đường đi của ngọn lửa, thời gian xảy ra vụ nổ thông qua khứu giác. Về sau, cô còn có thể kích hoạt các vụ nổ bằng cách chuyển động các ngón tay trên không trung. Tuy vậy, nhược điểm của tất cả khả năng này là khi sử dụng, cô sẽ không thể bảo vệ được chính bản thân mình. Ngoài ra thông qua Liên Kết Adolla (アドラリンク Adora Rinku), Inca có thể cảm nhận được cảm xúc mạnh mẽ của những người đang sở hữu khác và dự đoán được một Hỏa thần (柱 Hashira) sắp thức tỉnh. |  |
| Chú thích |  |
| 1. 2. 3. |  |
| |  |

Charon (カロン Karon)
Lồng tiếng
Mùa 1 (Nguồn: )
(JP – Tiếng Nhật)
 Yasumoto Hiroki
(EN – Tiếng Anh)
 Ray Hurd
| Lý lịch     | Lý lịch                        |
| ----------- | ------------------------------ |
| Nghề nghiệp | Người giám hộ                  |
| Chức vụ     | Người giám hộ                  |
| Chức danh   | Người giám hộ Hỏa thần thứ Hai |
| Giới tính   | Nam giới                       |
| Tuổi        | 28                             |
| Ngày sinh   | Ngày 22 tháng 6[a] (Cự Giải)   |
| Chiều cao   | 2,02 m                         |
| Cân nặng    | 130 kg                         |
| Nhóm máu    | Chưa xác định                  |
|             |                                |
| Charon (Nhật: カロン Hepburn: Karon) là một thành viên của tổ chức Bạch Phục (白頭巾 Shiro Zukin), anh có vai trò là người giám hộ của "Hỏa thần thứ hai" (二柱目/ にはしらめ Nihashira-me), Haumea (ハウメア). Anh là một pyrokinesis thuộc Thế hệ thứ hai (第二世代 Dai Ni Sedai). Charon là một thành viên rất trung thành với tổ chức. Anh có cơ thể to lớn và mang một làn da rám nắng. Giống như Haumea, phần mắt của anh cũng được che đi, tuy nhiên thay vì vương miện, anh mang miếng vải có in biểu tượng thánh giá của Thánh Dương Giáo Hội (聖陽教会 Seiyō Kyōkai). Charon rất thích đặt ra các câu hỏi cho bất cứ ai mà anh nói chuyện, ngay cả khi họ là kẻ thù của anh. Trong khi chiến đấu, anh thể hiện một sự tự tin lớn, anh nhạo báng điểm yếu của kẻ thù và tận hưởng cuộc chiến, ngoài ra anh cũng sử dụng khả năng của mình để lừa đối thủ của mình, khiến họ tin rằng anh thuộc Thế hệ thứ ba (第三世代 Dai San Sedai). Anh xem trọng vai trò là người giám hộ của Haumea, vì vậy những người khác luôn nghĩ rằng họ giống như một cặp người cha và con gái. Charon là một chuyên gia trong chiến đấu tay đôi, anh mang một cơ thể rất bền, sức mạnh của anh là có thể phản lại các đòn tấn công của kẻ thù (như lò xo). Tuy nhiên, anh không thể giải phóng và hấp thụ năng lượng cùng một lúc, khiến anh dễ bị tấn công khi đang sử dụng khả năng. |  |
| Chú thích |  |
| 1. 2. |  |
| |  |

### Hội kị sĩ Khói Lửa
Hội kị sĩ Khói Lửa (Nhật: 灰焔騎士団 Hepburn: Kaien Kishidan, tiếng Anh: The Knights of the Ashen Flame) là một nhóm các hiệp sĩ hoạt động dưới quyền kiểm soát của tổ chức Bạch Phục (白頭巾 Shiro Zukin), do Shō Kusakabe (象 日下部) chỉ huy. Tuy nhiên, người chỉ huy thật sự của nhóm mới chính là Haumea (ハウメア) khi cô đã biến cậu thành một con rối chỉ với mục đích là trốn tránh các nhiệm vụ buồn chán của chính mình.
1. ↑  Xét về mặt lý thuyết, Haumea là chỉ huy của Hội kị sĩ Khói Lửa khi cô đã tẩy não Sho. Tuy nhiên, cô lại không thường tham gia vào việc chỉ huy mà hầu như luôn hoạt động theo một cách độc lập (không theo một nhóm cụ thể).

Shō Kusakabe (象 日下部)
Lồng tiếng
Mùa 1 (Nguồn: )
(JP – Tiếng Nhật)
 Sakamoto Maaya
(EN – Tiếng Anh)
 Justin Briner
 Tabitha Ray (Thời thơ ấu)
| Lý lịch     | Lý lịch                                        |
| ----------- | ---------------------------------------------- |
| Nghề nghiệp | Không                                          |
| Chức vụ     | Chỉ huy nhóm (Có thể bị điều khiển hoặc không) |
| Chức danh   | Hỏa thần thứ Ba                                |
| Giới tính   | Nam giới                                       |
| Tuổi        | 14                                             |
| Ngày sinh   | Ngày 25 tháng 12 năm 183 (Ma Kết)              |
| Chiều cao   | 1,45 m                                         |
| Cân nặng    | 37 kg                                          |
| Nhóm máu    | O                                              |
| Shō Kusakabe (Nhật: 象 日下部) (hay có thể gọi tắt là Sho) là một pyrokinesis thuộc Thế hệ thứ ba (第三世代 Dai San Sedai) lẫn Thế hệ thứ tư (第四世代 Dai Yon Sedai) và là chỉ huy của Hội kị sĩ Khói Lửa (灰焔騎士団 Kaien Kishidan). Cậu là em trai của Shinra Kusakabe (森羅 日下部), cậu đã bị bắt cóc từ rất nhỏ bởi tổ chức Bạch Phục (白頭巾 Shiro Zukin) sau khi thức tỉnh khả năng Ngọn Lửa Adolla (アドラバースト Adora Bāsuto), từ đây cậu đã trở thành "Hỏa thần thứ ba" (三柱目/ みはしらめ Mihashira-me). Sho là một được mô tả ban đầu chàng trai trẻ có mái tóc trắng với một vẻ ngoài thiên thần, ngây thơ, mặc dù vậy trong lòng, cậu lại là người lạnh lùng và tàn độc. Vì đã dành phần lớn cuộc đời của mình dưới sự chăm sóc của Kẻ truyền giáo (伝道者 Dendōsha), nên Sho đã nghĩ rằng nó là gia đình duy nhất của mình cũng như tuyên bố rằng mình không hề có xúc cảm gì về người mẹ quá cố, người đã sinh ra mình, trái ngược hoàn toàn với Shinra. Dù vậy, cũng có thời điểm cậu đã bộc lộ cảm xúc của mình ra ngoài, đó là trong một cuộc chiến sinh tử với người anh của mình, cậu đã nhớ được một phần ký ức và bật khóc, tuy rất ngắn. Dù chỉ mới 14 tuổi và có một vóc dáng nhỏ bé, nhưng anh đã chỉ huy của cả nhóm cũng như nhận được nhiều sự tôn trọng từ những thành viên của tổ chức chứng tỏ anh rất mạnh. Sho là một kiếm sĩ pyrokinesis chuyên nghiệp và cực kỳ nhanh nhẹn, tốc độ của anh đã vượt khỏi tầm hiểu biết của loài người, nhanh đến mức Viktor đã so sánh nó với tốc độ ánh sáng. Tuy nhiên để tạo ra được cái tốc độ ấy, anh phải thực hiện tuyệt chiêu này mang tên là Vũ Trụ Chia Cắt (斬り離シタ宇宙 Kiri Hanare shita uchū). Đây là chiêu thức khiến cho tất cả mọi thứ đang chuyển động trên thế giới bình thường sẽ chậm lại trừ người sử dụng, dù vậy yếu tố để sử dụng nó rất khó khăn, bắt buộc phải tạo ra một trong hai dạng nhiệt độ bất khả thi, "độ không tuyệt đối" hay "nhiệt độ ánh sáng" (theo Viktor). Đó cũng là điểm yếu chí mạng của cậu, việc quá tải sẽ khiến các phần cơ thể cậu bị đóng băng hay hoại tử. Đến bây giờ mới chỉ có một người có thể vô hiệu hóa được chiêu thức đó, anh trai Shinra của cậu. |  |
| Chú thích |  |
| 1. 2. 3. 4. 5. 6. |  |
| |  |

Arrow (アロー Arō)
Lồng tiếng
Mùa 1 (Nguồn: )
(JP – Tiếng Nhật)
 Uchiyama Yumi
(EN – Tiếng Anh)
 Tabitha Ray
| Lý lịch     | Lý lịch                                |
| ----------- | -------------------------------------- |
| Nghề nghiệp | Người giám hộ                          |
| Chức vụ     | Phó chỉ huy nhóm (Chính) Người giám hộ |
| Chức danh   | Người giám hộ Hỏa thần thứ Ba          |
| Giới tính   | Nữ giới                                |
| Tuổi        | 24                                     |
| Ngày sinh   | Ngày 20 tháng 12 (Cung Thủ)            |
| Chiều cao   | 1,69 m                                 |
| Cân nặng    | 54 kg                                  |
| Nhóm máu    | A                                      |
| Arrow (Nhật: アロー Hepburn: Arō) là một pyrokinesis thuộc Thế hệ thứ ba (第三世代 Dai San Sedai) và là phó chỉ huy chính của Hội kị sĩ Khói Lửa (灰焔騎士団 Kaien Kishidan), cô là người giám hộ của "Hỏa thần thứ ba" (三柱目/ みはしらめ Mihashira-me) - Shō Kusakabe (象 日下部). Arrow được miêu tả lần đầu là một cô gái có mái tóc màu xanh dương cũng như mang một đôi mắt quái dị có biểu tượng mũi tên hướng xuống (khi dùng hết sức mạnh nó sẽ hướng lên). Cô là một cung thủ chuyên nghiệp và lạnh lùng. Cô rất nghiêm túc và tận tâm với các nhiệm vụ mà tổ chức Bạch Phục (白頭巾 Shiro Zukin) đưa cho. Cô tiết lộ rằng cô sống là để phục vụ Sho và sẽ theo cậu ta ở bất cứ đâu bất cứ nơi nào bất kể cậu làm gì. Cô cũng thừa nhận rằng cô sống chỉ để trở thành lá chắn cho cậu và không hề có mục tiêu gì khác. Arrow là cung thủ xuất sắc với những phát bắn chính xác gần như tuyệt đối. Sức mạnh và tốc độ những mũi tên cô bắn ra rất kinh khủng ngoài ra chúng còn có thể thay đổi phương hướng khi đang bay vì thế chúng đã được mệnh danh là bất khả thi để tránh. |  |
| Chú thích |  |
| 1. 2. |  |
| |  |

Assault (アサルト Asaruto)
Lồng tiếng
Mùa 1 (Nguồn: )
(JP – Tiếng Nhật)
 Kobayashi Chikahiro
(EN – Tiếng Anh)
 Troy Hughes
| Lý lịch     | Lý lịch                   |
| ----------- | ------------------------- |
| Nghề nghiệp | Sát thủ                   |
| Chức vụ     | Thành viên                |
| Giới tính   | Nam giới                  |
| Tuổi        | 28                        |
| Ngày sinh   | Ngày 5 tháng 5 (Kim Ngưu) |
| Chiều cao   | 1,82 m                    |
| Cân nặng    | Chưa xác định             |
| Nhóm máu    | Chưa xác định             |
| Assault (Nhật: アサルト Hepburn: Asaruto) là cựu thành viên của Đồ Tể (屠リ人 Hofuri Bito) và hiện anh đang là thành viên thuộc Thế hệ thứ ba (第三世代 Dai San Sedai) của Hội kị sĩ Khói Lửa (灰焔騎士団 Kaien Kishidan). Assault là một sát thủ chuyên nghiệp có làn da màu nâu sẫm và mái tóc nhọn màu sáng (bạc hay trắng). Trong nhóm của mình, anh được xem là một bậc thầy truy sát với kỹ năng của mình, anh đủ mạnh để giết chết một Hỏa Nhân Quỷ (鬼 Oni) và tiêu diệt Biệt đội 8 chỉ bằng một tay. Chỉ với một ngón tay, anh có thể chặn đứng những mũi tên hủy diệt của Arrow (アロー Arō) một cách dễ dàng. Sức mạnh của Assault có thể tạo ra nhiều tên lửa có độ sát thương lớn từ khắp phương hướng và phóng chúng. Tuy nhiên điểm yếu của anh lại vô cùng vớ vẩn, khi anh không thể chịu đựng nổi được cảnh tượng phụ nữ ăn mặc hở hang cũng như những văn hóa phẩm người lớn vì thế anh hay mất bình tĩnh và dễ dàng bị hạ bằng một cách không thể tin nỗi. Đối thủ lớn nhất cũng như "khó khăn" nhất anh từng gặp đó là Tamaki Kotatsu (環 古達). |  |
| Chú thích |  |
| 1. |  |
| |  |

Flail (フレイル Fureiru)
Lồng tiếng
Mùa 1 (Nguồn: )
(JP – Tiếng Nhật)
 Nomura Kenji
(EN – Tiếng Anh)
 Bryan Massey
| Flail (Nhật: フレイル Hepburn: Fureiru) là một thành viên thuộc Thế hệ thứ ba (第三世代 Dai San Sedai) của Hội kị sĩ Khói Lửa (灰焔騎士団 Kaien Kishidan), trước đây anh là một lính cứu hỏa, hoạt động trong trong biệt đội Cứu Hỏa đặc biệt 3 (第3特殊消防隊 Dai 3 Tokushu Shōbōtai). Flail ban đầu được mô tả một người đàn ông mang một mái tóc dài được buộc thành búi với một thân hình to lớn và một gương mặt đầy những nếp nhăn lạnh lùng của sự từng trải. Trước khi anh gia nhập Lực lượng Phòng cháy Chữa cháy đặc biệt (特殊消防隊 Tokushu Shōbōtai), anh đã là thành viên của tổ chức Bạch Phục (白頭巾 Shiro Zukin) cùng với những gián điệp khác. Anh và bọn họ đã lạm dụng đặc quyền của họ là những người lính cứu hỏa, thúc giục một số thành viên từ các biệt đội khác và các bộ phận cấp cao của chính phủ nhúng tay vào tham nhũng cũng như gây ra các lục đục trong nội bộ của lực lượng Phòng cháy Chữa cháy đặc biệt. Trong tổ chức, Flail được xem là một người lính ưu tú, chuyên nghiệp. Là một thành viên thuộc Thế hệ thứ ba, anh có thể sử dụng Khả Năng về Lửa (発火能力 Hakka Nōryoku) của mình tạo nên một cái chùy (vũ khí anh thông thạo nhất). Thứ vũ khí mà anh tạo ra có thể có kích thước của một cái chùy bình thường, hoặc lớn hơn cả bản thân của chính anh, nhờ vậy anh dễ dàng tiêu diệt và nghiền nát đối thủ của mình. |  |
| Chú thích |  |
| 1. 2. |  |
| |  |

Haran (ハラン)
Lồng tiếng
Mùa 1 (Nguồn: )
(JP – Tiếng Nhật)
 Yamamoto Itaru
(EN – Tiếng Anh)
 David Patrick Seitz
| Haran (Nhật: ハラン) là một thành viên của Hội kị sĩ Khói Lửa (灰焔騎士団 Kaien Kishidan), về sau tự anh đã biến mình thành một Hỏa Nhân (焰ビト Homura Bito) rồi bại trận dưới tay của Benimaru. Haran ban đầu được mô tả là một người đàn ông mang thân hình mạnh mẽ và một khuôn mặt có hình xăm viền đen xung quanh mắt và bảy sọc đen thẳng dọc từ cằm đến phần môi. Sau khi trở thành của một Hỏa Nhân Quỷ (鬼 Oni), làn da của anh đã trở nên tối đen như than. Anh còn mọc thêm hai chiếc sừng nhỏ trên trán và tất cả mọi hình xăm của anh đều chuyển sang màu vàng sáng. Haran là một thuộc hạ rất trung thành của tổ chức Bạch Phục (白頭巾 Shiro Zukin), anh sẵn sàng hy sinh bản thân mình để biến thành một Hỏa Nhân nếu nhiệm vụ của mình đang thất bại hay tổ chức đang gặp nguy hiểm. Anh không có Khả Năng về Lửa (発火能力 Hakka Nōryoku), lúc còn là con người, anh rất giỏi trong cận chiến khi ấy anh thường sử dụng dao như vũ khí hoặc (có thể) đấu tay đôi với tay không. Khi trở thành một Hỏa Nhân, tốc độ và sức mạnh của anh tăng lên rất cao giúp anh dễ dàng đẩy lùi các đòn tấn công của Arthur và Shinra. |  |
| Chú thích |  |
| 1. |  |
| |  |

Mirage (ミラージュ Mirāju)
Lồng tiếng
Mùa 1 (Nguồn: )
(JP – Tiếng Nhật)
 Chiba Susumu
(EN – Tiếng Anh)
 Brad Kurtz
| Mirage (Nhật: ミラージュ Hepburn: Mirāju) là một thành viên thuộc Thế hệ thứ ba (第三世代 Dai San Sedai) của Hội kị sĩ Khói Lửa (灰焔騎士団 Kaien Kishidan), anh là cựu lính cứu hỏa của biệt đội Cứu Hỏa đặc biệt 3 (第3特殊消防隊 Dai 3 Tokushu Shōbōtai). Mirage ban đầu được mô tả là một người đàn ông mang đôi mắt không có con ngươi và không có lông mày. Khi là thành viên của nhóm, hiếm ai có thể thấy được gương mặt anh vì anh luôn mang một loại đồ che mặt gọi là burqa. Sức mạnh của Mirage là khả năng tăng nhiệt độ của không khí xung quanh bản thân anh, tạo nên sự chênh lệch nhiệt độ giữa luồng không khí nóng phía dưới và luồng không khí lạnh phía trên hơn gây ra sự khúc xạ ánh sáng, tạo nên rất nhiều ảo ảnh (nhiều nhất có thể lên đến 30 ảo ảnh). Ngoài ra anh còn có thể tạo nên sương mù từ khả năng đó, tuy nhiên trong một cuộc chiến với Arthur, anh đã nhận một đòn rất mạnh và hiện chưa rõ tình trạng. |  |
| |  |

Yona (ヨナ)
Lồng tiếng
Mùa 1 (Nguồn: )
(JP – Tiếng Nhật)
 Matsuoka Yoshitsugu
(EN – Tiếng Anh)
 Cory J. Phillips
| Yona (Nhật: ヨナ) là một thuộc hạ thân cận của Kẻ truyền giáo (伝道者 Dendōsha) và là thành viên thuộc Thế hệ thứ ba (第三世代 Dai San Sedai) của Hội kị sĩ Khói Lửa (灰焔騎士団 Kaien Kishidan). Khác với các thành viên khác, anh sở hữu Ngọn Lửa Adolla (アドラバースト Adora Bāsuto) lẫn Liên Kết Adolla (アドラリンク Adora Rinku). Yona được mô tả lúc đầu là người không có một khuôn mặt thật sự, mọi thứ mà ta nhìn thấy chỉ là khuôn mặt nhân tạo do anh tạo ra. Anh có mái tóc màu sáng với một phần tóc mái nhô ra ngoài kì dị. Hình ảnh đôi mắt của anh cũng được xây dựng một cách thú vị, khi trung tâm con ngươi của anh lại xuất hiện một phần màu vàng sáng và đặc biệt nó còn khá giống chữ cái "A". Yona mang các tính cách tàn bạo và ngang ngược, anh có một lòng trung thành đến mực điên cuồng đối với Thần Mặt Trời. Anh bị ám ảnh bởi nghệ thuật, xem kế hoạch hỗn loạn mà chính mình tạo ra như kiệt tác nghệ thuật và luôn phá hủy một cách giận dữ những thứ mà anh căm ghét. Thậm chí anh đã sẵn sàng giết một ai đó nếu khuôn mặt họ do anh chỉnh sửa là không hoàn hảo và tắm trong máu của những kẻ xấu số đó. Bất chấp tất cả điều trên, anh là một kẻ hèn nhát, thường chạy trốn trước tình cảnh nguy hiểm, tấn công lén phía sau và dễ bị giật mình. Là một pyrokinesis thuộc Thế hệ thứ ba, Yona sử dụng nhiệt từ lòng bàn tay để điều khiển máu, thay đổi hình dạng khuôn mặt của thuộc hạ mình. Tuy nhiên nếu tăng nhiệt độ lên quá cao, anh có thể làm họ đau đớn và nổ tung. |  |
| |  |

Những thuộc hạ của Yona
Lồng tiếng
Mùa 1 (Nguồn: )
(JP – Tiếng Nhật)
 Sōma Kōichi (Hikage giả)
(EN – Tiếng Anh)
 Josh Martin (Hikage giả và Tamaki giả – Tập 19)
| Những thuộc hạ của Yona là những người chuyên phục vụ riêng biệt cho Yona (ヨナ) (hoặc có thể là các thành viên khác của Hội kị sĩ Khói Lửa (灰焔騎士団 Kaien Kishidan)). Đa số họ là các pyrokinesis thuộc Thế hệ thứ ba (第三世代 Dai San Sedai). Khi chiến đấu họ có thể đánh nhau bằng tay không hoặc thường chỉ một loại vũ khí duy nhất, những thanh kiếm lửa. Tuy bọn họ được gắn mác là thuộc hạ của Yona, nhưng họ thường là những kẻ luôn phải bị làm vật hiến tế trước, làm bình phong để Yona thí nghiệm cũng trút cơn giận. Vì vậy họ chết rất nhiều và rất thảm khốc. |
| Chú thích |
| 1. |

### Hội kị sĩ Khói Tím
Hội kị sĩ Khói Tím (Nhật: 紫煙騎士団 Hepburn: Shien Kishidan, tiếng Anh: The Knights of the Purple Smoke) là một hội nhóm nhỏ trong tổ chức Bạch Phục (白頭巾 Shiro Zukin) làm việc cho Kẻ truyền giáo (伝道者 Dendōsha), giống như Hội kị sĩ Khói Lửa (灰焔騎士団 Kaien Kishidan). Nhóm những hiệp sĩ này được lãnh đạo bởi Ritsu (リツ).
Các hiệp sĩ trong hội nhóm này mang một loại đồng phục kì dị, với một chiếc áo trắng có hình thánh giá lớn của Thánh Dương Giáo Hội ở mặt trước. Họ cũng mang một lớp áo choàng trắng bao xung quanh bản thân mình. Đặc điểm lạ kì nhất của họ chính là chiếc mũ trùm đầu giống hình chóp, gồm một đường cắt dọc duy nhất nhằm mục đích dùng để quan sát.
Ritsu (リツ)
| Lý lịch     | Lý lịch                    |
| ----------- | -------------------------- |
| Nghề nghiệp | Người giám hộ              |
| Chức vụ     | Người giám hộ              |
| Giới tính   | Nữ giới                    |
| Tuổi        | 22                         |
| Ngày sinh   | Ngày 22 tháng 2 (Song Ngư) |
| Chiều cao   | 1,65 m                     |
| Cân nặng    | Chưa xác định              |
| Nhóm máu    | Chưa xác định              |
| Ritsu (Nhật: リツ) là một người hầu của Kẻ truyền giáo (伝道者 Dendōsha), cô phục vụ tổ chức với tư cách là người giám hộ của "Hỏa thần thứ năm" (五柱目/ ごはしらめ Gohashira-me) - Inca Kasugatani (因果 春日谷 Inka Kasugatani) cũng như là thủ lĩnh của Hội kị sĩ Khói Tím (紫煙騎士団 Shien Kishidan) với khả năng hồi sinh người chết. Ritsu là một phụ nữ trẻ có mái tóc ngắn màu xanh nhạt với phần mái thì che đi đôi mắt. Cô mang mặc khá giống với các thành viên bình thường khác, tuy nhiên trang phục của cô giống với quần áo hầu gái màu kem và cô cũng mang giày cao gót. Cô mang thánh giá của Thánh Dương Giáo Hội (聖陽教会 Seiyō Kyōkai) trên cổ, ngoài ra trên cơ thể và quần áo của cô mang chằng chịt nhiều các vết khâu, dễ làm ta liên tưởng đến một loại sinh vật giả tưởng: "Zombie". Là người bảo vệ của Hỏa thần thứ Năm vốn yêu thích nguy hiểm và dễ bị kích động, Ritsu luôn bình tĩnh, nhạy cảm và tập trung vào sự an toàn của Inca. Mặc dù khác biệt, bộ đôi làm việc và hỗ trợ lẫn nhau rất tốt. Cô cũng trung thành với chủ nhân của mình khi khăng khăng chỉ nghe theo lời Inca nói. Khả năng của Ritsu, Necro Pyro (ネクロパイロ Nekuropairo), cho phép cô điều khiển tro cốt của người chết và Hỏa Nhân (焰ビト Homura Bito). Nhờ vậy, cô có thể hồi sinh hàng chục Hỏa Nhân đã chết và kiểm soát chúng. Những Hỏa Nhân này còn có thể phát nổ sau khi bám vào kẻ thù. Người bị giết bởi những chúng cũng có thể được sử dụng như những con rối của cô. Cô cũng có thể hợp nhất một Hỏa Nhân với người chết, sống lại thành một dạng khổng lồ mới. Những Hỏa Nhân này sẽ mạnh mẽ hơn và có nhiều lõi hơn, khiến chúng khó bị phá hủy hơn và yêu cầu hủy diệt hoàn toàn. Tuy nhiên, khi cô điều khiển quá trình hợp nhất dạng khổng lồ, các tù nhân của cô vẫn có thể sử dụng khả năng của họ và có thể làm hại Ritsu cũng như các đồng minh của cô. |  |
| |  |

Orochi
Orochi (Nhật: オロチ) là một thành viên pyrokinesis Thế hệ thứ ba (第三世代 Dai San Sedai) của  Hội kị sĩ Khói Tím (紫煙騎士団 Shien Kishidan).
Orochi là một phụ nữ có mái tóc ngắn màu sáng, với phần mái dài che đi phía mặt bên trái của cô. Cô là một người cực kỳ thẳng thắn, luôn chỉ nói những câu ngắn gọn không cảm xúc và rất tự tin vào khả năng của mình. Tuy vậy cô cũng là một người biết cách kiểm soát sức mạnh, bình tĩnh suy nghĩ và chiến đấu hiệu quả.
Sử dụng Khả Năng về Lửa (発火能力 Hakka Nōryoku) của mình, Roi Medusa (メデューサホイップ Mede~yūsahoippu), Orochi có thể tạo ra và điều khiển một chiếc roi làm bằng lửa. Cô cũng có thể làm đuôi của chiếc roi thành trạng thái rắn hoặc tạo ra ít nhất 8 đuôi cho nó, tương tự như "Cat o' nine tails". Ngoài ra cô cũng có thể sử dụng chiếc roi của mình như một tấm khiên.
Chiếc roi của cô có khả năng cắt xuyên qua con người và đồng phục của các lính cứu hỏa một cách dễ dàng. Tuy vậy, khi đối mặt với các pyrokinesis Thế hệ thứ ba khác, chiếc roi của cô chỉ có thể xuyên qua da của họ mà không gây nhiều áp lực.